# TSG 1899 Hoffenheim
Die Turn- und Sportgemeinschaft Hoffenheim 1899 e. V., kurz TSG 1899 Hoffenheim oder TSG Hoffenheim, ist ein Sportverein aus dem Sinsheimer Stadtteil Hoffenheim mit 11.500 Mitgliedern (Stand 1. Juli 2025). Der Verein unterhält Abteilungen für Leichtathletik und Turnen.
Die Fußballabteilung wurde 2005 in die TSG 1899 Hoffenheim Fußball-Spielbetriebs GmbH mit Sitz in Zuzenhausen ausgegliedert. Neben den seit 2008 in der Bundesliga spielenden Männern spielen auch die Frauenmannschaft sowie die A- und B-Junioren, die 2014 und 2024 bzw. 2008 die deutsche Meisterschaft gewannen, in der jeweils höchsten Spielklasse.
Gefördert werden Verein wie GmbH durch den SAP-Mitbegründer Dietmar Hopp, der in seiner Jugend selbst für die TSG Hoffenheim spielte und dessen finanzielle Unterstützung zwischen 1990 und 2008 den Aufstieg aus der Kreisliga A bis in die Bundesliga ermöglichte. Hopp hielt 96 Prozent der Anteile an der TSG 1899 Hoffenheim Fußball-Spielbetriebs GmbH, welche er am 12. Juni 2023 mehrheitlich an die TSG 1899 Hoffenheim zurückgab. Die letzte Gesellschaftereinlage zur Stärkung des Eigenkapitals der GmbH datiert aus dem Jahr 2011. Seitdem trägt sich die Gesellschaft selbst. Sie profitierte dabei in den vergangenen Jahren vor allem von hohen Transferüberschüssen. Da Dietmar Hopp die TSG Hoffenheim mehr als 20 Jahre lang unterstützt hatte, durfte er im Juli 2015 entgegen der 50+1-Regel die Mehrheit der Stimmrechte übernehmen. Bis 2012 hielt Hopp seine Anteile mehrheitlich über die Golf Club St. Leon-Rot Betriebsgesellschaft mbH & Co. KG.
Die Heimspiele der ersten Mannschaft werden in der am 24. Januar 2009 eröffneten PreZero Arena (ursprünglich Rhein-Neckar-Arena) in Sinsheim ausgetragen; davor waren das Dietmar-Hopp-Stadion in Hoffenheim und zwischenzeitlich das Carl-Benz-Stadion in Mannheim genutzt worden. Das Trainingszentrum und die Geschäftsstelle befinden sich in Zuzenhausen.

## Geschichte

### 1899 bis 1945 – Von den Anfängen bis zur Fusion
Der Verein wurde am 1. Juli 1899 als Turnverein Hoffenheim gegründet. Zu Beginn hatte der zunächst ausschließlich Männern vorbehaltene Verein rund 35 Mitglieder, darunter 20 Aktive. Der Gründungsvorstand bestand aus dem Schneidermeister Jakob Wetzel als 1. Vorstand sowie dem Schriftwart Wilhelm Gilbert, dem Beisitzer Friedrich Ludwig, dem Kassierer Heinrich Brecht und dem Turnwart Karl Epp. Der Verein trat zunächst sowohl dem Turngau Unterland Badenia als auch dem Gau Main-Neckar bei.
Geprägt war die Vereinsarbeit anfangs ausschließlich vom Turnen, wozu in der damaligen Zeit auch die Gymnastik und leichtathletische Disziplinen gehörten. Die ersten Turngeräte wurden dem jungen Verein vom bereits 1861 gegründeten TV Sinsheim leihweise überlassen, um den Hoffenheimern den Beginn des Turnbetriebes zu ermöglichen. Geturnt wurde auf den Grundstücken verschiedener Gaststätten. Das zehnjährige Jubiläum im Jahr 1909 feierte man mit einem mehrtägigen Sportfest, an dem über 500 Turner aus 23 Vereinen teilnahmen. Auf der Mitgliederversammlung vom 3. April 1913 beschloss der Verein, eine eigene Fahne zu erwerben, die mittels Spenden und Sammlungen im Ort finanziert wurde. Am 10. August desselben Jahres wurde die Fahne im Rahmen des in Hoffenheim stattfindenden Gauturnfests des Elsenz-Turngaues geweiht.
Während des Ersten Weltkriegs kam das Vereinsleben fast vollständig zum Erliegen, da die meisten Mitglieder zum Militär eingezogen wurden. Von 92 Mitgliedern, die am Krieg teilnehmen mussten, sind 28 gefallen oder blieben vermisst. Schon wenige Wochen nach Kriegsende fand am 25. Januar 1919 die erste Generalversammlung nach dem Krieg statt, an der noch 33 Personen teilnahmen. Die Vereinsarbeit im Turnverein wurde wieder aufgenommen, hatte jedoch zu Beginn der 1920er Jahre einige Krisen zu überstehen. Der Vorstand des Vereins bemängelte fehlende Disziplin. Versammlungen und sportliche Angebote wurden nur noch von einer Minderheit der Vereinsmitglieder wahrgenommen. Die zu Beginn der Weimarer Republik um sich greifende Inflation trieb zudem die Beitragssätze enorm in die Höhe und schwächte die Vereinskasse.
Dem Fußball im Dorf widmete sich der 1920 gegründete Fußballverein Hoffenheim. Dieser versuchte schon bald nach seiner Gründung einen Zusammenschluss mit dem Turnverein zu erreichen. Auf der Versammlung des Turnvereins am 6. März 1920 wurde die Entscheidung über den Antrag des Fußballvereins zu einem Zusammenschluss der beiden Vereine vertagt und am 17. April 1920 abgelehnt, „da der Fußball-Verein schon wieder am Abnehmen sei“. Im Sommer 1922 wollte der örtliche Fußballverein erneut die Fusion beantragen. Da der Fußballverein keine der von den Turnern gestellten Bedingungen erfüllen konnte, erfolgte am 22. August 1922 eine erneute Absage durch den Turnverein.
Nach den missglückten Fusionsversuchen mit dem Fußballverein Hoffenheim begann im Turnverein die Aufgliederung nach Sportarten und damit in Abteilungen. Zunächst wurde bei der Sitzung am 30. Januar 1926 eine Spielabteilung, in der alles außer Fußball gespielt werden durfte, gegründet. Im Juli 1929 folgte eine Frauenabteilung im bis dahin ausschließlich Männern vorbehaltenen Verein. Kurze Zeit später wurde eine Handballabteilung ins Leben gerufen.
Ebenfalls im Jahr 1929 wurde die Hoffenheimer Turn- und Gesangshalle eröffnet. Der Bau der neuen Halle ging auf einen gemeinsamen Beschluss des Turnvereins und des örtlichen Gesangsvereins vom Mai 1925 zurück. Die offizielle Einweihung erfolgte im Rahmen des aufgrund des 30-jährigen Vereinsjubiläums in Hoffenheim ausgetragenen Gauturnfestes im Juni 1929.
Mit Beginn des Nationalsozialismus schlossen sich auch die Hoffenheimer Vereine den neuen Machthabern an. Sie übernahmen die allen Vereinen verordnete Einheitssatzung und wurden „gleichgeschaltet“. Während des Zweiten Weltkriegs wurde die örtliche Turnhalle von einem Rüstungsbetrieb genutzt, sie brannte gegen Ende des Krieges aus. Erst in den 1950er Jahren wurden die Schäden repariert und die Halle wieder für den Sportbetrieb genutzt. Nach Kriegsende erfolgte im Mai 1945 die Fusion des Turnvereins mit dem Fußballverein Hoffenheim und die Änderung des Namens in Turn- und Sportgemeinschaft 1899 Hoffenheim.

### 1945 bis 1990 – Unterklassigkeit der TSG Hoffenheim
| Spielzeit                                                            | Liga             | Platz | ø Zuschauer |
| -------------------------------------------------------------------- | ---------------- | ----- | ----------- |
| Für Saisonstatistiken vor 1980, siehe die ausführliche Saisonbilanz. |                  |       |             |
| 1980/81                                                              | Kreisliga B Nord | 04.   |             |
| 1981/82                                                              | Kreisliga B Nord | 03.   |             |
| 1982/83                                                              | Kreisliga B Nord | 05.   |             |
| 1983/84                                                              | Kreisliga A      | 11.   |             |
| 1984/85                                                              | Kreisliga A      | 09.   |             |
| 1985/86                                                              | Kreisliga A      | 07.   |             |
| 1986/87                                                              | Kreisliga A      | 05.   |             |
| 1987/88                                                              | Kreisliga A      | 01.   |             |
| 1988/89                                                              | Bezirksliga      | 15.   |             |
| 1989/90                                                              | Kreisliga A      | 13.   |             |
| 1990/91                                                              | Kreisliga A      | 01.   |             |
| 1991/92                                                              | Bezirksliga      | 01.   |             |
| 1992/93                                                              | Landesliga       | 07.   |             |
| 1993/94                                                              | Landesliga       | 05.   |             |
| 1994/95                                                              | Landesliga       | 03.   |             |
| 1995/96                                                              | Landesliga       | 01.   |             |
| 1996/97                                                              | Verbandsliga     | 09.   |             |
| 1997/98                                                              | Verbandsliga     | 03.   |             |
| 1998/99                                                              | Verbandsliga     | 02.   | .00323      |
| 1999/00                                                              | Verbandsliga     | 01.   | .00642      |
| 2000/01                                                              | Oberliga         | 01.   | 01.457      |
| grün unterlegt: Aufstieg orange unterlegt: Abstieg                   |                  |       |             |

Die Fußballer des Vereins wurden 1945 mit der Kreisklasse der untersten Spielklasse zugeordnet, die auch in den folgenden Jahrzehnten überwiegend die sportliche Heimat der TSG war. Die fußballerischen Erfolge zu jener Zeit waren bescheiden; so gelang 1957, 1961 und 1970 die Meisterschaft in der B-Klasse Sinsheim Nord. Infolgedessen gab es 1957/58, 1961 bis 1965 und 1970/71 drei kurze Gastspiele in der A-Klasse Sinsheim, die jeweils mit dem Abstieg endeten. 1965 stand man im Halbfinale des Kreispokals, unterlag dort jedoch der drittklassigen SpVgg Ilvesheim. Nachdem 1957 von der Mitgliederversammlung eine neue Vereinssatzung angenommen worden war, trat die TSG Hoffenheim auch dem Badischen Sportbund bei.
Nach der mit Einführung der Oberliga Baden-Württemberg einhergehenden Spielklassenstrukturreform im Jahr 1978 wurde die B-Klasse in Kreisliga B umbenannt. Die TSG Hoffenheim blieb der untersten Spielklasse zunächst erhalten. Als der Kreis Sinsheim 1983 eine eigene Bezirksliga erhielt, bedeutete dies für die TSG den Aufstieg in die Kreisliga A Sinsheim. Fünf Jahre später stieg der Verein 1988 als Meister der Kreisliga A in die Bezirksliga auf.

### 1990 bis 2001 – Von der Kreisliga in die Regionalliga
Nach der Niederlage der TSG Hoffenheim mit 2:4 n. V. im Relegationsspiel gegen den 1. FC Stebbach und dem Abstieg aus der Bezirksliga in die Kreisliga A im Jahr 1989 beschloss SAP-Mitbegründer und Milliardär Dietmar Hopp, seinen Heimatverein, bei dem er in der Jugend als Stürmer gespielt hatte, als Mäzen finanziell zu unterstützen. Als kleine Sensation galt die Verpflichtung von Erwin Rupp. Es folgten der Aufstieg in die Bezirksliga Sinsheim 1991 und im Jahr darauf in die Landesliga Rhein-Neckar. 1996 gelang der Aufstieg in die Verbandsliga Baden.
Während die TSG Hoffenheim im ersten Verbandsligajahr noch einen Mittelfeldplatz belegte, griff sie im zweiten Jahr bereits in den Kampf um den Aufstieg ein und belegte am Ende der Saison den dritten Platz. In der Saison 1998/99 wurde Hoffenheim Vizemeister und qualifizierte sich für die Aufstiegsspiele zur Oberliga Baden-Württemberg. Hier traf man auf den SV Linx, den Zweiten der Verbandsliga Südbaden. Nach einer 0:2-Niederlage im Hinspiel und einem 3:1 im Rückspiel unterlag die TSG Hoffenheim im Elfmeterschießen und verpasste somit erneut den Aufstieg.
Auch in der folgenden Saison war das Ziel der TSG Hoffenheim, die seit 1999 in einem von Dietmar Hopp finanzierten neuen Stadion spielte, der Aufstieg in die Oberliga. Nach einer 1:2-Niederlage gegen den SV 98 Schwetzingen am 2. Spieltag wurde der erst seit März tätige Trainer Günter Hillenbrand durch Riko Weigand ersetzt. Nachdem auch dieser im März 2000 den Verein hatte verlassen müssen, gelang unter dem neuen Trainer Alfred Schön als Meister vor der punktgleichen zweiten Mannschaft des SV Waldhof Mannheim der Aufstieg in die Oberliga Baden-Württemberg.
Mit Hansi Flick als Trainer startete die TSG mit einem 3:0-Erfolg beim VfL Kirchheim/Teck in die Oberligasaison 2000/01. Bereits nach dem zweiten Spieltag übernahm die TSG die Tabellenführung, gab diese zwar zwischendurch wieder ab, lag aber zur Winterpause mit fünf Punkten Vorsprung vor dem zweitplatzierten SV Sandhausen an der Tabellenspitze. Am 21. Spieltag kam es in Sandhausen zum direkten Aufeinandertreffen der beiden Konkurrenten, welches die TSG mit 0:5 verlor. Es folgte ein Endspurt mit 13 Spielen ohne Niederlage. Der Neuling wurde am Ende auf Anhieb Oberligameister und stieg in die Regionalliga Süd auf.

### 2001 bis 2005 – Etablierung in der Regionalliga
| Spielzeit | Liga         | Platz | ø Zuschauer |
| --------- | ------------ | ----- | ----------- |
| 2001/02   | Regionalliga | 13.   | 02.061      |
| 2002/03   | Regionalliga | 05.   | 1.649       |
| 2003/04   | Regionalliga | 05.   | 1.878       |
| 2004/05   | Regionalliga | 07.   | 1.926       |

Nachdem die TSG Hoffenheim nach der ersten Regionalligasaison noch den 13. Tabellenplatz belegt hatte, beendete der Verein die folgenden Spielzeiten im vorderen Tabellendrittel. Im Oktober 2002 kamen mit Christian Möckel und Norbert Hofmann zwei ehemalige Bundesligaprofis zur TSG, die bis dahin hauptsächlich junge Spieler aus der Region verpflichtet hatte. Von 2002 bis 2005 wurde die TSG viermal in Folge Badischer Pokalsieger und nahm hierdurch am DFB-Pokal teil. In der Saison 2003/04 erreichte die TSG das Viertelfinale in diesem Wettbewerb, wo sie sich dem VfB Lübeck geschlagen geben musste. Zuvor war unter anderem Bundesligist Bayer Leverkusen besiegt worden.
Die TSG Hoffenheim etablierte sich in diesen Jahren in der Drittklassigkeit. Zur Saison 2004/05 wurden Profibedingungen eingeführt, um mit den Spitzenvereinen mithalten zu können. Mit Platz 7 wurde der Aufstieg in die 2. Bundesliga jedoch erneut deutlich verfehlt.
Mit der Auslagerung der Fußballabteilung in die TSG Hoffenheim Fußball-Spielbetriebs GmbH im Jahr 2005 erhöhte Mäzen Hopp seinen Einsatz für das Projekt „Profifußball in der Rhein-Neckar-Region“. Er schlug vor, zur Bündelung der Kräfte in der Region die Vereine TSG Hoffenheim, FC-Astoria Walldorf und SV Sandhausen zu einem FC Heidelberg 06 zu fusionieren. Für ein gemeinsames neues Stadion war für ihn der Standort Heidelberg aus Namens- und Imagegründen erste Wahl. Dort wollte er den Bau eines bundesligatauglichen Stadions finanzieren. Das Vorhaben scheiterte jedoch am Widerstand der Vereine aus Walldorf und Sandhausen sowie, nach schwierigen Verhandlungen, an der Standortfrage des neuen Stadions in Heidelberg. Dort kollidierten die Stadionpläne mit der Absicht der Eppelheimer Wild-Werke, an dem vorgesehenen Standort ihre Produktionsfläche zu erweitern, was für die betroffenen Städte zusätzliche Arbeitsplätze bedeutete. Aus Kosten- und Zeitgründen wurden alternative Standorte in Heidelberg nicht weiter verfolgt und stattdessen ein verkehrsgünstiger Standort in einem Gewerbegebiet der Stadt Sinsheim, zu der Hoffenheim gehört, ausgewählt.

### 2005 bis 2008 – Großinvestitionen und Aufstieg in die Bundesliga
Auch sportlich brachte die Saison 2005/06 einen spürbaren Umbruch mit sich. Um die Aufstiegspläne des Vereins zu unterstützen, übernahm im August 2005 der frühere Nationalspieler Karlheinz Förster aus dem nahen Schwarzach das sportliche Management als Berater. Nach einer Heimniederlage gegen die zweite Mannschaft des VfB Stuttgart im November 2005 geriet der angepeilte Aufstieg jedoch in Gefahr. Trainer Flick wurde trotz seines bis zum Jahr 2010 laufenden Vertrages entlassen und im Dezember 2005 durch Lorenz-Günther Köstner ersetzt. Dieser trat nach dem verpassten Aufstieg Ende der Saison 2005/06 ebenfalls zurück. Wenig später verließ auch Förster den Verein.
| Spielzeit                | Liga          | Platz | ø Zuschauer |
| ------------------------ | ------------- | ----- | ----------- |
| 2005/06                  | Regionalliga  | 4.    | 02.301      |
| 2006/07                  | Regionalliga  | 2.    | 03.022      |
| 2007/08                  | 2. Bundesliga | 2.    | 05.978      |
| grün unterlegt: Aufstieg |               |       |             |

Zur Spielzeit 2006/07 wurde Ralf Rangnick Trainer in Hoffenheim. Zudem wurden der ehemalige Hockey-Bundestrainer Bernhard Peters als Direktor für Sport- und Nachwuchsförderung, Jan Schindelmeiser als Manager und Hans-Dieter Hermann, der auch für die deutsche Fußballnationalmannschaft tätig ist, als Mannschaftspsychologe verpflichtet. Ausgestattet mit langfristigen Verträgen sollten die vier die weitere Entwicklung des Vereins vorantreiben.

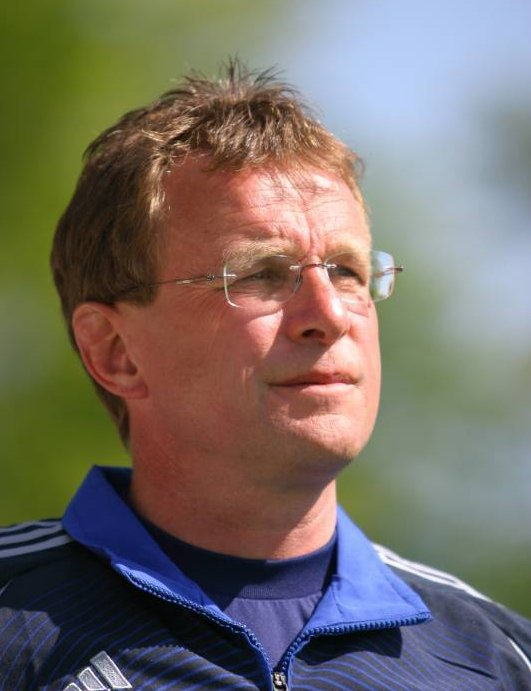
Ralf Rangnick,
2006–2011 Cheftrainer der TSG Hoffenheim

Mit der neuen sportlichen Leitung und namhaften Neuverpflichtungen wie Francisco Copado oder Jochen Seitz erreichte die TSG bereits in Rangnicks erster Saison als Tabellenzweiter den Aufstieg in die Zweite Liga. Zur neuen Saison firmierte der Club aus Marketinggründen als 1899 Hoffenheim, da Turn- und Sportgemeinschaft laut Verein „zu altbacken“ klänge. Der offizielle Vereinsname blieb jedoch bestehen.
Sowohl seitens der Presse als auch von manchen gegnerischen Fans, vereinzelt aber auch von Offiziellen anderer Vereine wie dem Mainzer Manager Christian Heidel wurde kritisiert, dass mit der TSG kein „Traditionsverein“ finanziell unterstützt werde, sondern ein „Dorfverein“ ohne gewachsene Fankultur und Zuschauerunterstützung. Dem Verein seien sportliche Erfolge ermöglicht worden, die ohne die außergewöhnliche finanzielle Unterstützung des Mäzens undenkbar gewesen wären. Beispielsweise gab die TSG zur Saison 2007/08 mehr Geld für Neuverpflichtungen aus als alle übrigen Zweitligisten zusammen. So wurden zu Beginn der Zweitligasaison gegen Ablösesummen von insgesamt 18,1 Millionen Euro unter anderem Carlos Eduardo, Chinedu Obasi, Demba Ba, Per Nilsson und Vedad Ibisevic verpflichtet, während die übrigen 17 Zweitligisten insgesamt lediglich 16,775 Millionen Euro für Ablösesummen und Leihgebühren zahlten.
Nach mäßigem Beginn in der Saison 2007/08 startete die TSG zu Beginn der Rückrunde mit einer Serie von sieben Siegen in Folge auf einen Aufstiegsplatz durch. Zudem erreichte der Verein zum zweiten Mal in seiner Geschichte das Viertelfinale im DFB-Pokal, unterlag dort jedoch Borussia Dortmund auswärts mit 1:3. Trotz einer leichten Schwächeperiode gegen Mitte der Rückrunde erreichte die TSG zum Saisonende den zweiten Tabellenplatz und damit als Neuling den sofortigen Aufstieg in die Bundesliga. Die Neuzugänge Obasi und Demba Ba erzielten jeweils zwölf Treffer, Copado steuerte zehn Tore bei.

### 2008 bis 2019 – Etablierung in der Bundesliga und Premiere in den europäischen Wettbewerben
| Spielzeit | Liga       | Platz | ø Zuschauer | BL-Kader |
| --------- | ---------- | ----- | ----------- | -------- |
| 2008/09   | Bundesliga | 07.   | 28.076      | BL-Kader |
| 2009/10   | Bundesliga | 11.   | 29.688      | BL-Kader |
| 2010/11   | Bundesliga | 11.   | 29.871      | BL-Kader |
| 2011/12   | Bundesliga | 11.   | 28.026      | BL-Kader |
| 2012/13   | Bundesliga | 16.   | 26.162      | BL-Kader |
| 2013/14   | Bundesliga | 09.   | 26.907      | BL-Kader |
| 2014/15   | Bundesliga | 08.   | 27.183      | BL-Kader |
| 2015/16   | Bundesliga | 15.   | 27.615      | BL-Kader |
| 2016/17   | Bundesliga | 04.   | 28.155      | BL-Kader |
| 2017/18   | Bundesliga | 03.   | 28.716      | BL-Kader |
| 2018/19   | Bundesliga | 09.   | 28.456      | BL-Kader |

Auch in der Bundesliga setzte der Klub zunächst seinen Höhenflug fort. Durch eine starke Offensive, an der vor allem Vedad Ibišević mit 18 Toren großen Anteil hatte, wurde der Aufsteiger nach einem Remis am 17. Spieltag gegen den FC Schalke 04 überraschend Herbstmeister 2008. In der Winterpause wurde die Mannschaft durch Torwart Timo Hildebrand ergänzt, der ablösefrei vom FC Valencia kam. Bis zum Saisonende lieh man den brasilianischen Verteidiger Fabrício von Flamengo Rio de Janeiro sowie den Stürmer Boubacar Sanogo von Werder Bremen aus, den zuletzt genannten wegen einer Kreuzbandverletzung von Ibišević. In der Rückrunde vermochte der Tabellenführer jedoch nicht an die Leistungen der Hinrunde anzuknüpfen; die Mannschaft blieb zwölf Spiele in Folge sieglos und belegte in der Abschlusstabelle den siebten Platz.
Nach dem Aufstieg rückten einige Spieler schnell ins Blickfeld von Bundestrainer Joachim Löw. So war Marvin Compper am 19. November 2008 der erste Hoffenheimer, der für die Nationalmannschaft spielte. Ihm folgte am 11. Februar 2009 Andreas Beck, der am 28. März sein erstes Pflichtspiel bei der WM-Qualifikation absolvierte und später sogar in den vorläufigen Kader zur Weltmeisterschaft 2010 berufen wurde; die endgültige Teilnahme verpasste er jedoch. Dritter Nationalspieler wurde Tobias Weis, der am 2. Juni 2009 sein Debüt gab.

Nachdem die TSG Hoffenheim ihre zweite Bundesligasaison auf dem elften Tabellenplatz abgeschlossen hatte, verließ Schindelmeiser den Verein am Saisonende. Ernst Tanner, der bis dahin als Leiter des Nachwuchszentrums fungiert hatte, wurde sein Nachfolger. Im Januar 2011 trennte sich der Verein nach internen Streitigkeiten um den Transfer von Luiz Gustavo von Cheftrainer Ralf Rangnick, Nachfolger wurde bis Saisonende Marco Pezzaiuoli. Die Saison 2010/11 schloss man nach sportlich durchwachsenem Saisonverlauf – auf einen guten Beginn folgte die stetige Durchreichung nach hinten – wie ein Jahr zuvor auf dem elften Platz ab. Zur Saison 2011/12 übernahm Holger Stanislawski den Posten des Cheftrainers. Beim Bundesligaspiel am 13. August 2011 gegen Borussia Dortmund kam es durch eine eigenmächtige Maßnahme eines Mitarbeiters zu einer akustischen Attacke auf die Gästefans. Nach eigener Aussage wollte er durch die über Lautsprecher eingesetzten Hochfrequenzklänge die Schmähgesänge gegen Dietmar Hopp übertönen. Am 9. Februar 2012, einen Tag nach dem Ausscheiden im DFB-Pokal-Viertelfinale gegen den Zweitligisten Greuther Fürth, wurde Stanislawski zusammen mit seinen Co-Trainern André Trulsen und Klaus-Peter Nemet entlassen. Bereits einen Tag später wurde Markus Babbel als neuer Cheftrainer vorgestellt. Am 22. März 2012 wurde die Zusammenarbeit mit Manager Ernst Tanner beendet. Babbel übernahm vorerst auch diese Position. Am 18. September 2012 wurde Andreas Müller zum neuen Manager berufen. Am 3. Dezember 2012 wurde Trainer Babbel von seinen Aufgaben entbunden und interimsweise durch Frank Kramer ersetzt. Nach zwei Niederlagen unter Kramer lag die TSG Hoffenheim zum Hinrundenende der Saison 2012/13 mit zwölf Punkten auf dem 16. Platz. Daraufhin verpflichtete die Vereinsführung am 18. Dezember 2012 Marco Kurz als neuen Trainer ab 1. Januar 2013. Nachdem die TSG auf einen direkten Abstiegsplatz abgerutscht war, wurde Kurz am 2. April 2013 zusammen mit Manager Müller von seinen Aufgaben entbunden und Markus Gisdol als Nachfolger verpflichtet. Zudem übernahm Alexander Rosen, bisher Leiter des Nachwuchsleistungszentrums, den neu geschaffenen Posten Leiter Profifußball. Am letzten Spieltag der Saison 2012/13 rettete sich der Verein durch einen 2:1-Auswärtssieg bei Borussia Dortmund, bei einer gleichzeitigen Niederlage von Fortuna Düsseldorf bei Hannover 96, auf den 16. Tabellenplatz. In der Relegation traf Hoffenheim auf den 1. FC Kaiserslautern und sicherte sich mit zwei Siegen doch noch den Klassenerhalt.

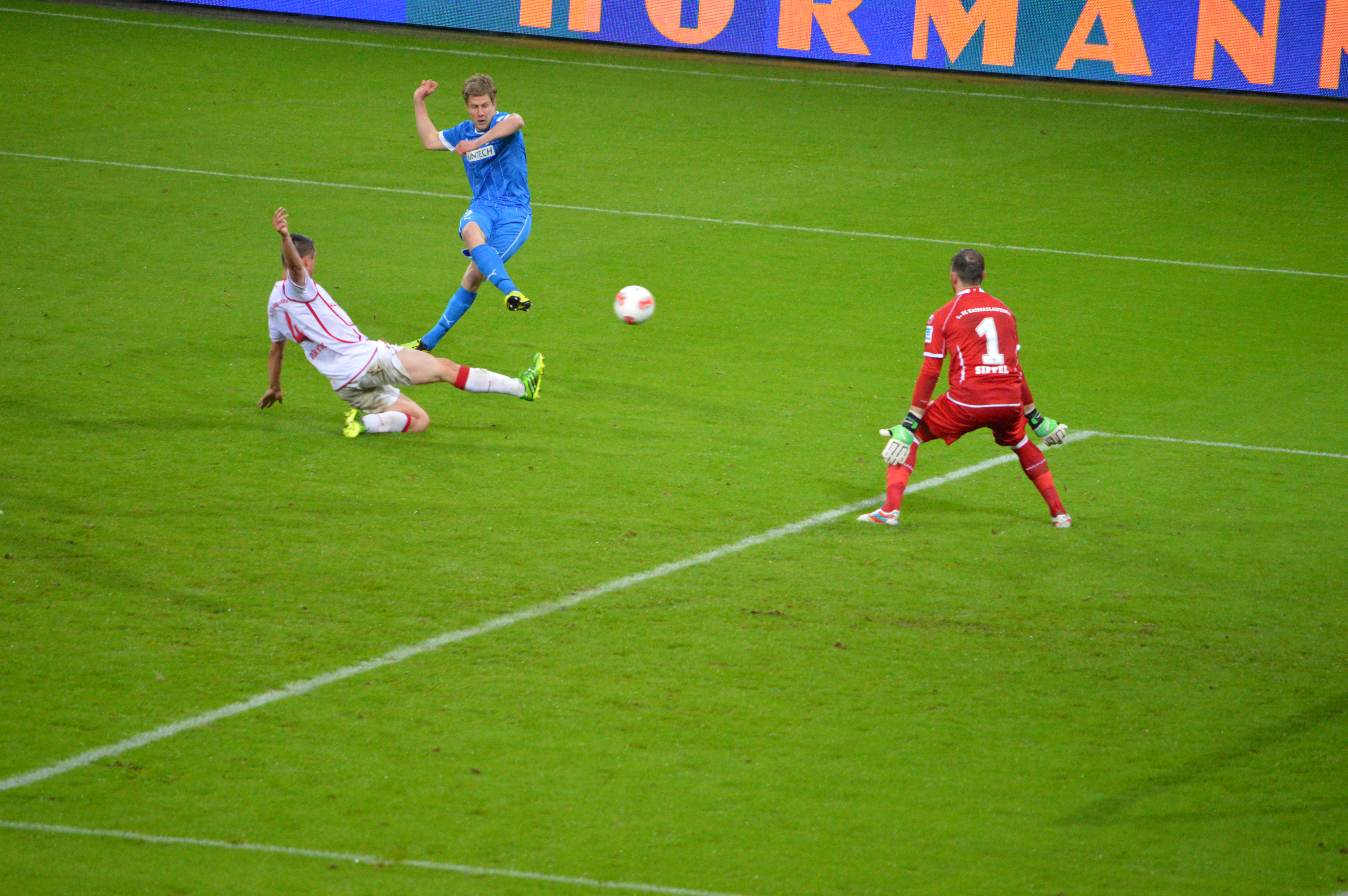
Sven Schipplock erzielt den Treffer zum 3:1-Heimsieg in der Relegation gegen den 1. FC Kaiserslautern (2013)

Die Saison 2013/14 begann mit vielen Veränderungen. Spieler wie Daniel Williams, Igor de Camargo und Chris hatten den Verein verlassen. Tim Wiese, Tobias Weis, Edson Braafheid, Matthias Jaissle und Matthieu Delpierre wurden von Markus Gisdol aussortiert und in die sogenannte „Trainingsgruppe 2“ versetzt, die nach heftiger Kritik im September 2013 aufgelöst wurde. Zur Rückrunde verließen bis auf Tim Wiese alle Spieler den Verein. Als ehemaliger Nationaltorhüter handelte es sich bei Wiese auch um den prominentesten Fall, dessen Vertragsverhältnis trotz Suspendierung erst 2016 endete. Nach sehr schwacher Hinrunde verlief die Rückrunde deutlich besser und man belegte am Ende der Saison den neunten Platz. Im DFB-Pokal 2013/14 erreichte man nach Siegen gegen SG Aumund-Vegesack, Energie Cottbus und FC Schalke 04 das Viertelfinale. Dort schied man gegen den VfL Wolfsburg aus.
Zur Saison 2014/15 wurde das Team deutlich verstärkt. Ádám Szalai vom FC Schalke 04, Oliver Baumann vom SC Freiburg, Steven Zuber von ZSKA Moskau und Pirmin Schwegler von Eintracht Frankfurt waren vier von neun neuen Spielern. Dafür verließen auch neun Spieler den Verein, darunter Joselu, Eren Derdiyok, Fabian Johnson und Edson Braafheid. Die Hinrunde verlief recht positiv, am Ende wurde Platz 7 erreicht. Dennoch wurde im Januar 2015 weiter aussortiert und so verkaufte man Koen Casteels zum VfL Wolfsburg, Jannik Vestergaard Richtung SV Werder Bremen und Knowledge Musona an den belgischen Erstligisten KV Oostende. Die Spielzeit schloss die TSG auf dem achten Tabellenplatz ab. Nach dem zehnten Spieltag der Saison 2015/16 befand sich die Mannschaft auf dem 17. Tabellenplatz, weswegen Trainer Markus Gisdol freigestellt wurde. Als neuer Trainer wurde bis zum Saisonende der Niederländer Huub Stevens verpflichtet, der am 10. Februar 2016 aus gesundheitlichen Gründen den Trainerposten vorzeitig abgab. Der bisherige A-Junioren-Trainer Julian Nagelsmann, ab der Saison 2016/17 als Cheftrainer vorgesehen, übernahm daraufhin den Posten sofort. In der Rückrunde rettete sich die Mannschaft noch auf Platz 15.

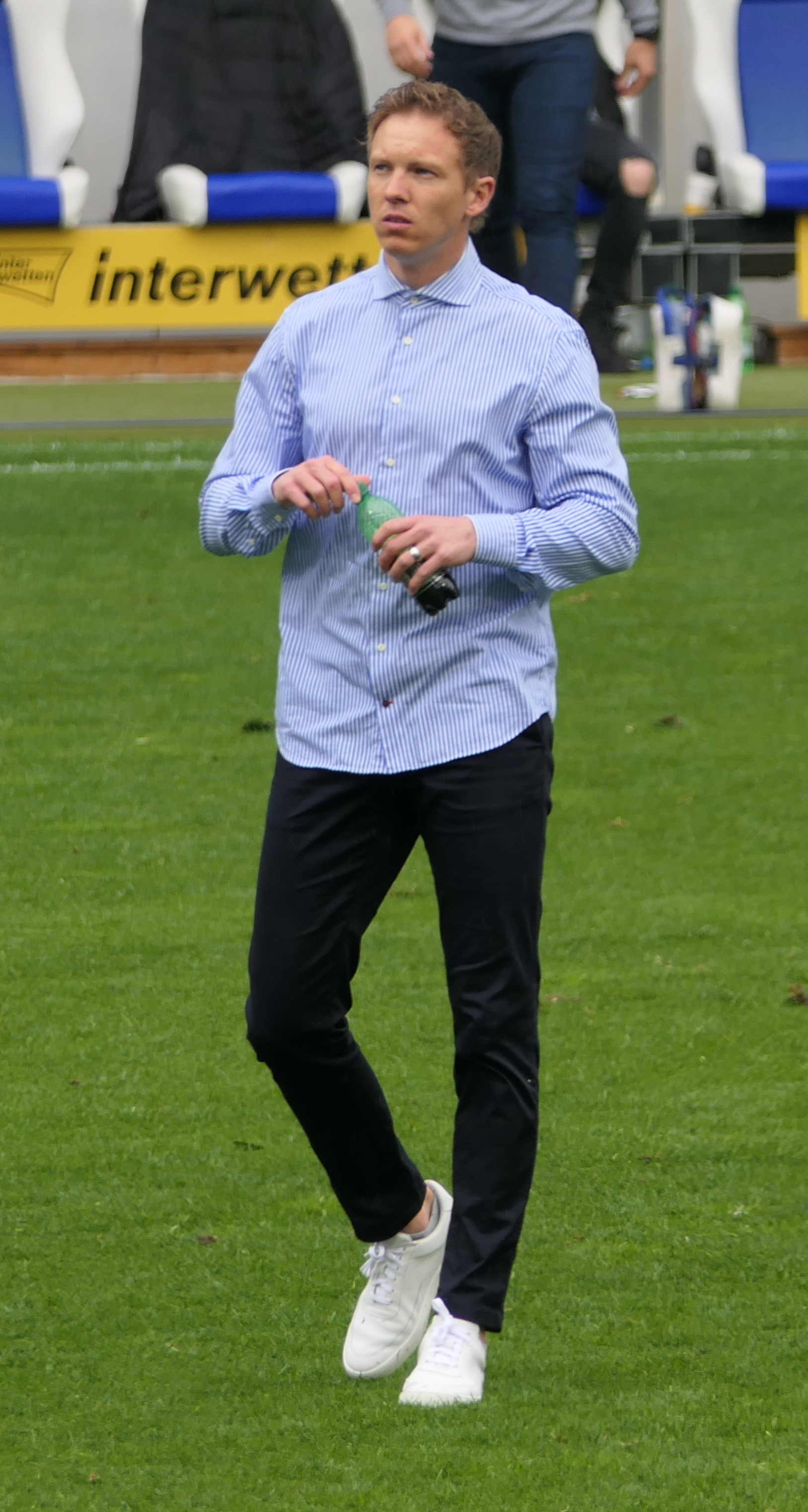
Julian Nagelsmann, 2016–2019 Cheftrainer der TSG 1899 Hoffenheim.

In der Saison 2016/17 erreichte Hoffenheim das bis dahin beste Ergebnis der Vereinsgeschichte. Nachdem die Mannschaft die Hinrunde ungeschlagen auf Platz 3 beendet hatte, erreichte sie am 21. April 2017 durch ein 1:1 gegen den 1. FC Köln erstmals die Qualifikation für einen europäischen Wettbewerb.
Nach dem Abschluss der Saison auf Platz 4 verlor die TSG in der Champions-League-Qualifikation mit 1:2 und 2:4 gegen den FC Liverpool, nahm daraufhin erstmals an der Europa League teil und schied in der Gruppenphase mit fünf Punkten als Gruppenletzter aus.
In der Saison 2017/18 wurde das Ergebnis der vergangenen Spielzeit noch einmal übertroffen. Nach einem 3:1 am letzten Spieltag gegen Borussia Dortmund wurde Dortmund noch knapp in der Tabelle überholt, Hoffenheim beendete die Saison mit seiner bis dato besten Platzierung auf Rang 3 und qualifizierte sich zum ersten Mal direkt für die Teilnahme an der Champions League.
Dort schieden die Kraichgauer nach einem 2:3 im vorletzten Gruppenspiel gegen Schachtar Donezk bereits in der Vorrunde wieder als Gruppenletzter aus. In der heimischen Liga hielt die TSG in der Saison 2018/19 bis zum letzten Spieltag Kurs auf die Europa-League-Plätze, wurde jedoch durch eine Niederlage gegen Mainz und Siege der direkten Konkurrenten Leverkusen und Wolfsburg bis auf Rang neun durchgereicht.

### Seit 2019 – Gegenwart
| Spielzeit | Liga       | Platz | ø Zuschauer | BL-Kader |
| --------- | ---------- | ----- | ----------- | -------- |
| 2019/20   | Bundesliga | 06.   | 26.742      | BL-Kader |
| 2020/21   | Bundesliga | 11.   | 0715        | BL-Kader |
| 2021/22   | Bundesliga | 09.   | 11.227      | BL-Kader |
| 2022/23   | Bundesliga | 12.   | 24.634      | BL-Kader |
| 2023/24   | Bundesliga | 07.   | 24.559      | BL-Kader |
| 2024/25   | Bundesliga | 15.   | 25.309      | BL-Kader |

Zum Beginn der Saison 2019/20 übernahm Alfred Schreuder das Amt des Cheftrainers bei der TSG 1899 Hoffenheim. Auch auf dem Transfermarkt kam es zu zahlreichen Veränderungen: Mit Joelinton, Kerem Demirbay, Nico Schulz, Nadiem Amiri und Ádám Szalai verließen mehrere Leistungsträger der vergangenen Jahre den Verein. Im Gegenzug wurden unter anderem Diadie Samassékou, Robert Skov und Ihlas Bebou verpflichtet. Zudem kehrte Sebastian Rudy zwei Jahre nach seinem Abgang zur TSG zurück. Unter Trainer Schreuder konnte die Mannschaft in der Bundesliga regelmäßig punkten und verbrachte den Großteil der Saison in der oberen Tabellenhälfte. Anfang Oktober 2019 gelang der TSG durch einen Doppelpack von Sargis Adamyan erstmals ein Auswärtssieg beim FC Bayern München. Im DFB-Pokal konnte man dieses Ergebnis jedoch nicht wiederholen und schied im Achtelfinale nach einer 3:4-Niederlage in München aus. Nach dem 30. Spieltag lösten Trainer Schreuder und der Verein den Arbeitsvertrag im gegenseitigen Einvernehmen mit sofortiger Wirkung auf. Als Grund für die Trennung wurden Differenzen in der zukünftigen Ausrichtung des Vereins genannt. Bis zum Saisonende übernahm ein Interimsteam bestehend aus Matthias Kaltenbach, Marcel Rapp, Michael Rechner, Timo Gross und Kai Herdling die Leitung der Profimannschaft. Unter ihrer Leitung konnten drei der letzten vier Saisonspiele gewonnen werden, darunter ein 0:4-Auswärtssieg bei Borussia Dortmund durch vier Tore von Andrej Kramarić. Mit diesen Ergebnissen beendete man die Saison auf dem 6. Tabellenplatz und qualifizierte sich damit zum zweiten Mal in der Vereinsgeschichte für die UEFA Europa League.
In die Saison 2020/21 startete Hoffenheim mit dem neuen Trainer Sebastian Hoeneß, der als Spieler im August 2006 drei Spiele für die Hoffenheimer in der Regionalliga Süd absolviert hatte. Peter Hofmann, der seit 1996 erster Vorsitzender des TSG Hoffenheim 1899 e. V. war, verstarb Anfang September 2020 nach schwerer Krankheit. Sein Amt übernahm Kristian Baumgärtner. Sportlich wurde Hoffenheim mit fünf Siegen aus sechs Spielen in einer Gruppe mit Roter Stern Belgrad, KAA Gent und Slovan Liberec souverän Gruppensieger in der Europa League. Im Sechzehntelfinale scheiterte die TSG allerdings nach einem 3:3-Unentschieden und einer 0:2-Heimniederlage am norwegischen Vertreter Molde FK. Im DFB-Pokal war man zu diesem Zeitpunkt bereits in der 2. Runde gegen den Zweitligisten SpVgg Greuther Fürth ausgeschieden. In die Bundesliga startete Hoffenheim mit zwei Siegen, dabei einem 4:1-Heimsieg gegen den FC Bayern München, wodurch die TSG zwischenzeitlich auf dem 1. Tabellenplatz gestanden hatte. Danach rutsche man allerdings wieder ins Mittelfeld der Liga ab und beendete die Saison auf dem 11. Tabellenplatz.
In der folgenden Spielzeit standen die Kraichgauer am 25. Spieltag nach einem 1:0-Auswärtssieg beim 1. FC Köln auf dem 4. Tabellenplatz. Das Saisonziel Europapokalteilnahme wurde jedoch durch eine Serie von neun sieglosen Spielen, darunter sechs Niederlagen, verpasst. Im DFB-Pokal erreichte die TSG das Achtelfinale, verlor dieses jedoch deutlich mit 1:4 gegen den SC Freiburg. Zum Saisonende beendeten der Verein und Trainer Sebastian Hoeneß einvernehmlich ihre Zusammenarbeit.
Neuer Trainer zur Saison 2022/23 wurde André Breitenreiter, welcher in der vorherigen Saison mit dem FC Zürich die Meisterschaft gewinnen konnte. Mit David Raum verließ der beste Hoffenheimer Spieler der Vorsaison den Verein bereits nach einem Jahr und wechselte zu RB Leipzig. Im Gegenzug kam von den Sachsen der spanische Außenverteidiger Angeliño per Leihe für eine Saison. Dazu wurden mit Ozan Kabak und Stanley N’Soki zwei neue Innenverteidiger verpflichtet, und auch der ehemalige Hoffenheimer Jugendspieler Grischa Prömel kehrte zum Verein zurück. Von den ersten zehn Ligaspielen konnten fünf gewonnen werden, wodurch die TSG auf dem 4. Tabellenplatz gestanden hatte. In der Folge blieb ein weiterer Sieg jedoch aus, und von neun Ligaspielen wurden sieben verloren. In der Winterpause schloss sich Georginio Rutter Leeds United an und Kapitän Benjamin Hübner musste verletzungsbedingt seine Karriere im Alter von 33 Jahren beenden. Oliver Baumann übernahm das Amt und wurde in derselben Saison mit seinem 289. Ligaspiel zum neuen alleinigen TSG-Rekordspieler in der Bundesliga. Nach dem Pokal-Aus im Achtelfinale bei RB Leipzig und einer 2:5-Niederlage gegen den VfL Bochum wurde Breitenreiter Anfang Februar 2023 von seinem Amt entbunden. Zu diesem Zeitpunkt stand der Verein auf dem 14. Tabellenplatz. Die Leitung der Mannschaft als Cheftrainer übernahm daraufhin Pellegrino Matarazzo. Unter ihm gingen die ersten fünf Spiele allesamt verloren, wodurch der Verein auf den 18. Tabellenplatz abrutschte. Danach konnten jedoch drei Spiele in Folge gewonnen werden, darunter waren mit Hertha BSC und dem FC Schalke 04 zwei direkte Konkurrenten im Abstiegskampf. Dadurch verließ Hoffenheim die Abstiegsränge wieder und konnte am vorletzten Spieltag mit einem 4:2-Heimsieg gegen den viertplatzierten 1. FC Union Berlin den Klassenerhalt sicherstellen.
Im Sommer 2023 verließen mit Sebastian Rudy, Ermin Bičakčić und Christoph Baumgartner mehrere langjährige Leistungsträger den Verein. Im Gegenzug verpflichtete die TSG die zweifachen deutschen Nationalspieler Anton Stach und Mërgim Berisha. Zudem kehrte Florian Grillitsch nach einem Jahr bei Ajax Amsterdam nach Hoffenheim zurück. Für die TSG verlief die Spielzeit 2023/24 deutlich besser als die vorherige. Zwar schied man im DFB-Pokal bereits in der 2. Runde gegen Borussia Dortmund aus, doch in der Liga hatte man nichts mehr mit dem Abstiegskampf zu tun und verbrachte die Saison überwiegend auf den Tabellenplätzen sechs bis neun. Mit zwei Siegen zum Saisonende, einem 6:0-Auswärtserfolg beim SV Darmstadt 98 und einem 4:2-Heimsieg gegen den FC Bayern München, gelang der Sprung auf den 7. Tabellenplatz, der dem Verein die dritte Teilnahme an der UEFA Europa League sicherte. Individuell überzeugte vor allem der junge Maximilian Beier, der sich nach zwei Jahren auf Leihbasis bei Hannover 96 in dieser Saison fest in die Startelf der Hoffenheimer gespielt hatte. In 33 Ligaspielen erzielte er 16 Tore und gehörte im Sommer 2024 gemeinsam mit Teamkollege Oliver Baumann zum deutschen Aufgebot für die Europameisterschaft im eigenen Land.
Die Saison 2024/25 begann für die Hoffenheimer mit einem Umbruch in der Geschäftsführung: Sportgeschäftsführer Alexander Rosen wurde von seinem Amt abberufen. Ihm folgten freiwillig die Geschäftsführer Denni Strich und Jan Mayer. Interimsweise übernahm Frank Kramer die sportliche Führung, der auf dem Transfermarkt unter anderem mit Adam Hložek, Alexander Prass, Valentin Gendrey, Robin Hranáč und Arthur Chaves einige teure Neuzugänge verpflichtete. Maximilian Beier, der Shootingstar der abgelaufenen Saison, verließ den Verein in Richtung Borussia Dortmund. Nach den ersten zehn Ligaspielen stand die TSG mit lediglich zwei Siegen auf dem 16. Tabellenplatz. Trainer Matarazzo wurde daraufhin freigestellt und Mitte November 2024 durch Christian Ilzer ersetzt. Der Österreicher war zuvor beim SK Sturm Graz tätig und folgte damit Andreas Schicker (Geschäftsführer Sport) sowie Paul Pajduch (Technischer Direktor), die bereits einen Monat zuvor von Graz nach Hoffenheim gewechselt waren. Unter Ilzer gewann die TSG ihr erstes Spiel spektakulär mit 4:3 gegen RB Leipzig. Danach blieben weitere Erfolge jedoch aus. Im DFB-Pokal schied Hoffenheim im Achtelfinale gegen den VfL Wolfsburg aus, und auch in der Europa League endete die Reise bereits in der Ligaphase, in welcher die TSG unter anderem gegen den FC Porto, Olympique Lyon und Tottenham Hotspur gespielt hatte. In der restlichen Saison holte die Mannschaft unter Ilzer im Schnitt nur 0,96 Punkte pro Spiel. Am Ende reichten 32 Zähler in der zweitschlechtesten Bundesliga-Saison der Vereinsgeschichte für den knappem Klassenerhalt auf dem 15. Tabellenplatz.

## Namen und Zahlen

### Erfolge
- Dritter der Bundesliga in der Saison 2017/18, direkte Qualifikation für die Champions League
- Vize-Meister der 2. Bundesliga und Aufstieg in die Bundesliga: 2008
- Vize-Meister der Regionalliga Süd und Aufstieg in die 2. Bundesliga: 2007
- Meister der Oberliga Baden-Württemberg und Aufstieg in die Regionalliga Süd: 2001
- Meister der Verbandsliga Baden und Aufstieg in die Oberliga Baden-Württemberg: 2000
- Badischer Pokalsieger: 2002, 2003, 2004, 2005

### Individuelle Erfolge (Auswahl)
- Deutschlands Fußballtrainer des Jahres: Julian Nagelsmann (2017)
- Torschützenkönig (2): Mirnes Mešić (17 Tore, Regionalliga Süd 2006/07), Sven Schipplock (6 Tore, DFB-Pokal 2014/15)
- Spieler des Monats der Fußball-Bundesliga (2): Vedad Ibišević (Okt. 2008), Andrej Kramarić (Sep. 2020)
- Rookie des Monats der Fußball-Bundesliga (3): Reiss Nelson (Okt. 2018), Maximilian Beier (Feb. 2024, Mär. 2024)
- Tor des Monats der Fußball-Bundesliga: Serge Gnabry (Dez. 2017)
- VDV-Trainer des Jahres: Julian Nagelsmann (2016/17)
- VDV-Team der Saison (4): Andreas Beck (2008/09), Niklas Süle (2016/17), Nico Schulz (2018/19), David Raum (2021/22)
- Kategorie Weltklasse in der kicker-Rangliste des deutschen Fußballs: Vedad Ibišević (Winter 2008/09)

### Europapokalbilanz
Aufgeführt sind die Teilnahmen an der Endrunde in den Europapokal-Wettbewerben:
- UEFA Champions League: 2018/19
- UEFA Europa League (3): 2017/18, 2020/21, 2024/25

### Funktionäre
→ Ausführliche Auflistung: TSG 1899 Hoffenheim/Namen und Zahlen
- Vorsitzende des TSG Hoffenheim e. V.:
  - Jörg Albrecht (Erster Vorsitzender; seit September 2024)[66]
  - Christoph Henssler (Zweiter Vorsitzender; seit Juni 2025)[67]
  - Frank Engelhardt (Dritter Vorsitzender; seit Dezember 2009)[68]
- Geschäftsführung der Fußball-Spielbetriebs GmbH:
  - Markus Schütz (Vorsitzender der Geschäftsführung; seit Juli 2024)[69]
  - Andreas Schicker (Sport; seit Oktober 2024)[70]
  - Frank Briel (Finanzen; seit Oktober 2024)[70]
  - Tim Jost (Marketing & Vertrieb; seit Dezember 2024)[71]
- Technischer Direktor: Paul Pajduch (seit Oktober 2024)[72]
- Direktor Sport: Frank Kramer (seit Oktober 2024)[72]
- Leiter der TSG-Akademie (Nachwuchszentrum): Michael Feichtenbeiner (seit Februar 2025)[73]

### Aktueller Kader 2025/26
(Stand: 19. August 2025)
| Kader Saison 2024/25 | Kader Saison 2024/25 | Kader Saison 2024/25 | Kader Saison 2024/25 | Kader Saison 2024/25 |
| -------------------- | -------------------- | -------------------- | -------------------- | -------------------- |
| Nr.                  | Nat.                 | Spieler              | Geburtsdatum         | im Verein seit       |
| Torhüter             |                      |                      |                      |                      |
| 01                   | Deutschland          | Oliver Baumann       | 2. Juni 1990         | 2014                 |
| 36                   | Island               | Lúkas Petersson      | 9. Feb. 2004         | 2012                 |
| 37                   | Deutschland          | Luca Philipp         | 28. Nov. 2000        | 2013                 |
| Abwehr               |                      |                      |                      |                      |
| 02                   | Tschechien           | Robin Hranáč         | 29. Jan. 2000        | 2024                 |
| 04                   | Deutschland          | Tim Drexler          | 6. März 2005         | 2016                 |
| 05                   | Turkei               | Ozan Kabak           | 25. März 2000        | 2022                 |
| 13                   | Brasilien            | Bernardo             | 14. Mai 1995         | 2025                 |
| 15                   | Frankreich           | Valentin Gendrey     | 21. Jan. 2000        | 2024                 |
| 25                   | Nigeria              | Kevin Akpoguma       | 19. Apr. 1995        | 2013                 |
| 28                   | Japan                | Kōki Machida         | 25. Aug. 1997        | 2025                 |
| 34                   | Tschechien           | Vladimír Coufal      | 22. Aug. 1992        | 2025                 |
| 35                   | Brasilien            | Arthur Chaves        | 29. Jan. 2000        | 2024                 |
| 40                   | Deutschland          | Hennes Behrens       | 19. Jan. 2005        | 2020                 |
| Mittelfeld           |                      |                      |                      |                      |
| 06                   | Deutschland          | Grischa Prömel       | 9. Jan. 1995         | 2022                 |
| 07                   | Schweiz              | Leon Avdullahu       | 23. Feb. 2004        | 2025                 |
| 08                   | Deutschland          | Dennis Geiger        | 10. Juni 1998        | 2009                 |
| 10                   | Deutschland          | Muhammed Damar       | 9. Apr. 2004         | 2022                 |
| 17                   | Deutschland          | Umut Tohumcu         | 11. Aug. 2004        | 2017                 |
| 18                   | Niederlande          | Wouter Burger        | 16. Feb. 2001        | 2025                 |
| 20                   | Deutschland          | Finn Becker          | 8. Juni 2000         | 2022                 |
| 22                   | Osterreich           | Alexander Prass      | 26. Mai 2001         | 2024                 |
| 31                   | Osterreich           | Florian Grillitsch   | 7. Aug. 1995         | 2023                 |
| Angriff              |                      |                      |                      |                      |
| 09                   | Togo                 | Ihlas Bebou          | 23. Apr. 1994        | 2019                 |
| 11                   | Kosovo               | Fisnik Asllani       | 8. Aug. 2002         | 2020                 |
| 14                   | Nigeria              | Gift Orban           | 17. Juli 2002        | 2025                 |
| 19                   | Deutschland          | Tim Lemperle         | 5. Feb. 2002         | 2025                 |
| 23                   | Tschechien           | Adam Hložek          | 25. Juli 2002        | 2024                 |
| 24                   | Frankreich           | David Mokwa          | 3. Mai 2004          | 2022                 |
| 27                   | Kroatien             | Andrej Kramarić      | 19. Juni 1991        | 2016                 |
| 29                   | Elfenbeinküste       | Bazoumana Touré      | 2. März 2006         | 2025                 |
| 32                   | Deutschland          | Mërgim Berisha       | 11. Mai 1998         | 2023                 |
| 33                   | Deutschland          | Max Moerstedt        | 15. Jan. 2006        | 2021                 |

### Transfers der Saison 2025/26
Stand: 19. August 2025
| Zugänge | Abgänge |
| Sommerpause 2025 | Sommerpause 2025 |
| --- | --- |
| - Fisnik Asllani (SV Elversberg; Leihende) - Leon Avdullahu (FC Basel) - Mërgim Berisha (FC Augsburg; Leihende) - Bernardo (VfL Bochum) - Wouter Burger (Stoke City) - Vladimír Coufal (West Ham United) - Muhammed Damar (SV Elversberg; Leihende) - Tim Drexler (1. FC Nürnberg; Leihende) - Florian Grillitsch (Real Valladolid; Leihende) - Tim Lemperle (1. FC Köln) - Kōki Machida (Royale Union Saint-Gilloise) | - Tom Bischof (FC Bayern München) - Marius Bülter (1. FC Köln) - Jakob Busk (SønderjyskE Fodbold; Leihende) - Bambasé Conté (SV Elversberg; Leihe) * - Luka Hyryläinen (1. FC Magdeburg) - David Jurásek (Benfica Lissabon; Leihende) - Pavel Kadeřábek (Sparta Prag) - Christopher Lenz (Fortuna Düsseldorf) - Florian Micheler (Arminia Bielefeld; Leihe) - Nahuel Noll (Hannover 96; Leihe) * - Stanley N’Soki (1. FC Union Berlin; Leihe) - Leo Østigård (Stade Rennes; Leihende) - Joshua Quarshie (FC Southampton) * - Diadie Samassékou (Vertragsende; Ziel unbekannt) - Anton Stach (Leeds United) - Attila Szalai (Kasımpaşa SK; Leihe) *** - Haris Tabaković (Borussia Mönchengladbach; Leihe) - Erencan Yardımcı (Eintracht Braunschweig; Leihe) |

### Aktueller Trainerstab

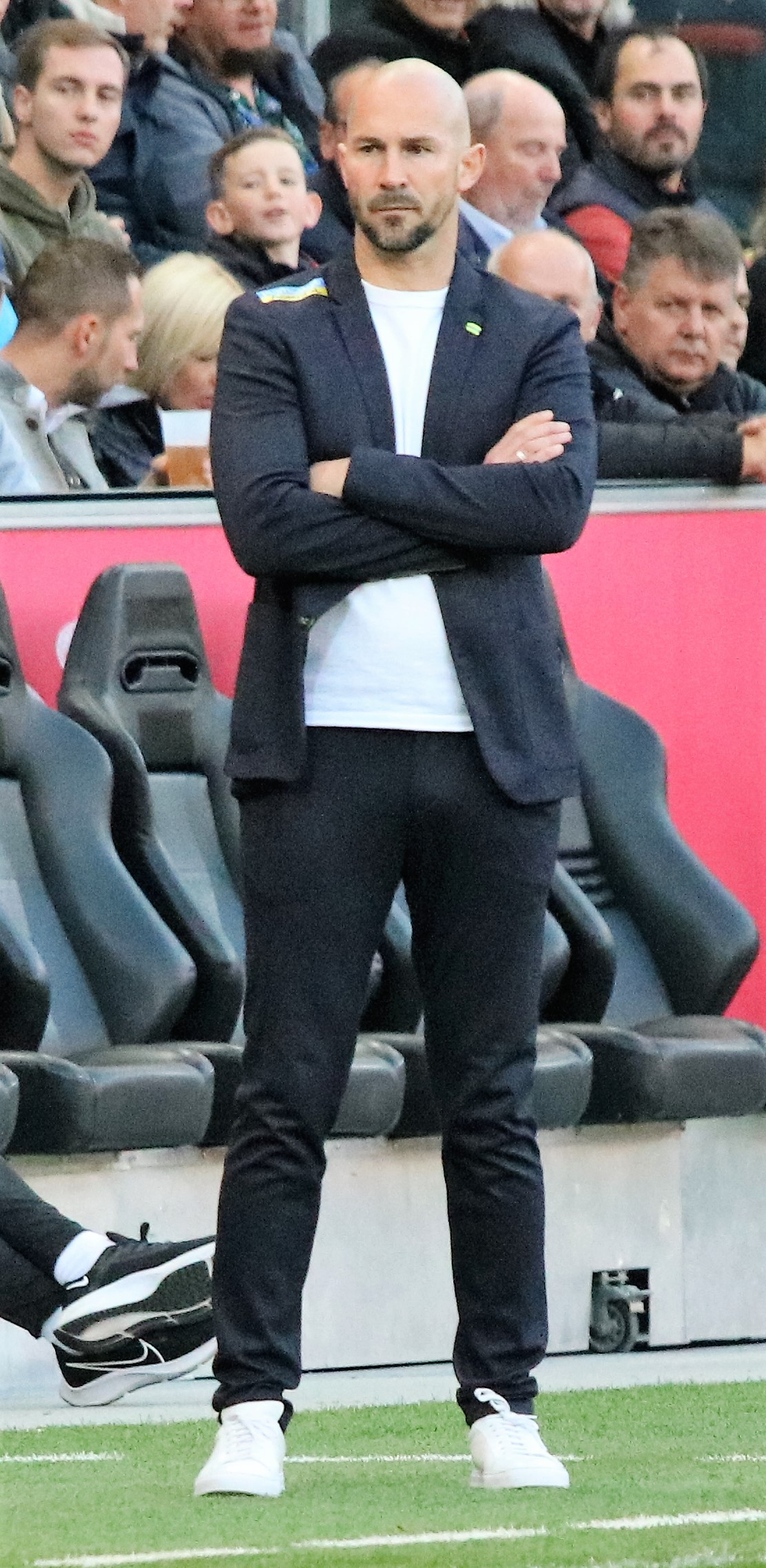
Christian Ilzer (2021), seit November 2024 Cheftrainer der TSG.

| Nat.                | Name               | Funktion            | seit |
| ------------------- | ------------------ | ------------------- | ---- |
| Osterreich          | Christian Ilzer    | Cheftrainer         | 2024 |
| Osterreich          | Dominik Deutschl   | Co-Trainer          | 2024 |
| Osterreich          | Uwe Hölzl          | Co-Trainer          | 2024 |
| Deutschland         | Moritz Volz        | Co-Trainer          | 2025 |
| Deutschland         | Marjan Petković    | Torwarttrainer      | 2025 |
| Deutschland         | Timo Gross         | Leiter Spielanalyse | 2013 |
| Osterreich          | Marco Angeler      | Head of Performance | 2025 |
| Deutschland         | Philipp Lussi      | Athletiktrainer     | 2017 |
| Deutschland         | Martin Seiler      | Athletiktrainer     | 2013 |
| Deutschland         | Christian Neitzert | Präventiv-Trainer   | 2010 |
| Stand: 1. Juli 2025 |                    |                     |      |

### Trainerhistorie seit 2000
→ Liste der Cheftrainer seit 1959: TSG 1899 Hoffenheim/Namen und Zahlen
| 2000–2005 | Hansi Flick                 |  | 2013–2015 | Markus Gisdol                                                       |
| 2005      | Roland Dickgießer (interim) |  | 2015–2016 | Huub Stevens                                                        |
| 2006      | Lorenz-Günther Köstner      |  | 2016–2019 | Julian Nagelsmann                                                   |
| 2006      | Alfred Schön (interim)      |  | 2019–2020 | Alfred Schreuder                                                    |
| 2006–2011 | Ralf Rangnick               |  | 2020      | Teamlösung (Kaltenbach, Rechner, Gross, Rapp und Herdling; interim) |
| 2011      | Marco Pezzaiuoli            |  | 2020–2022 | Sebastian Hoeneß                                                    |
| 2011–2012 | Holger Stanislawski         |  | 2022–2023 | André Breitenreiter                                                 |
| 2012      | Markus Babbel               |  | 2023–2024 | Pellegrino Matarazzo                                                |
| 2012      | Frank Kramer                |  | seit 2024 | Christian Ilzer                                                     |
| 2013      | Marco Kurz                  |  |           |                                                                     |

### Rekordspieler und -torschützen

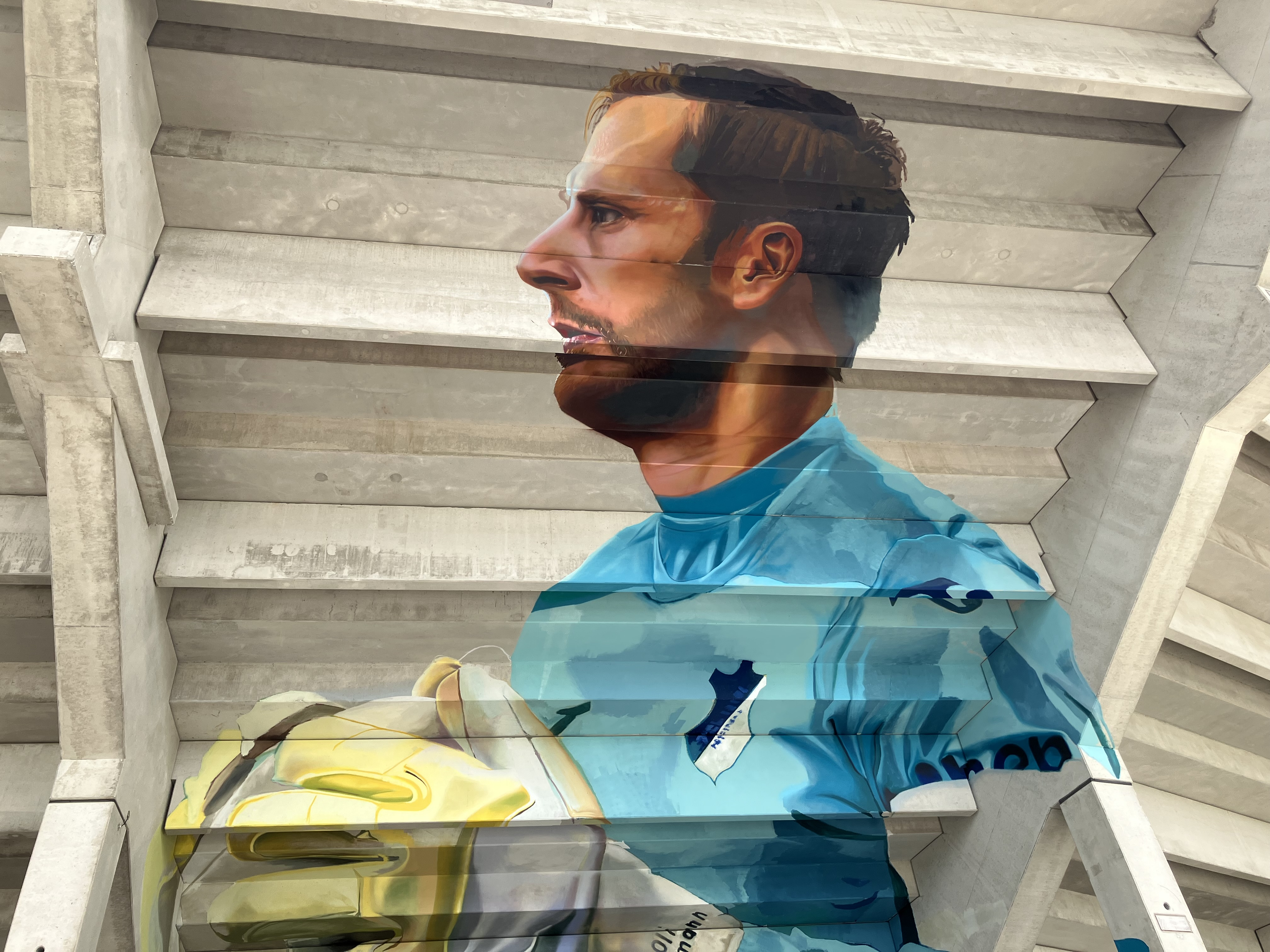
Wandbild von Oliver Baumann in der PreZero Arena. (2024)

→ Hauptartikel: Liste der Spieler der TSG 1899 Hoffenheim
Der Spieler mit den wettbewerbsübergreifend meisten Einsätzen für Hoffenheim seit dem Oberliga-Aufstieg 2000 ist Oliver Baumann mit 403 Einsätzen. Ihm folgen Sebastian Rudy mit 327 und Andrej Kramarić mit 325 Einsätzen (Stand: Saisonende 2024/25). Baumann wurde im April 2024 mit einem Wandbild im Umlauf der Südkurve der heimischen Arena geehrt, nachdem er als erster Spieler der TSG die Marke von 300 Bundesliga-Einsätzen für den Verein überschritten hatte. Die meisten Tore für die TSG seit dem Jahr 2000 erzielte Andrej Kramarić mit 143 Treffern. Die ewige Torschützenliste des Vereins führt jedoch Heinz Seyfert an, der zwischen 1963 und 1992 als Spieler über 200 Tore erzielte und heute als Betreuer tätig ist.
| Rekordspieler                         | Rekordspieler |
| Spieler (Zeitraum)                    | Spiele        |
| ------------------------------------- | ------------- |
| Oliver Baumann (seit 2014)            | 403           |
| Sebastian Rudy (2010–2017, 2019–2023) | 327           |
| Andrej Kramarić (seit 2016)           | 325           |
| Pavel Kadeřábek (2015–2025)           | 287           |
| Sejad Salihović (2006–2015)           | 249           |

| Rekordtorschützen           | Rekordtorschützen |
| Spieler (Zeitraum)          | Tore              |
| --------------------------- | ----------------- |
| Andrej Kramarić (seit 2016) | 143               |
| Sejad Salihović (2006–2015) | 67                |
| Vedad Ibišević (2007–2011)  | 54                |
| Roberto Firmino (2011–2015) | 49                |
| Thomas Ollhoff (2002–2005)  | 42                |

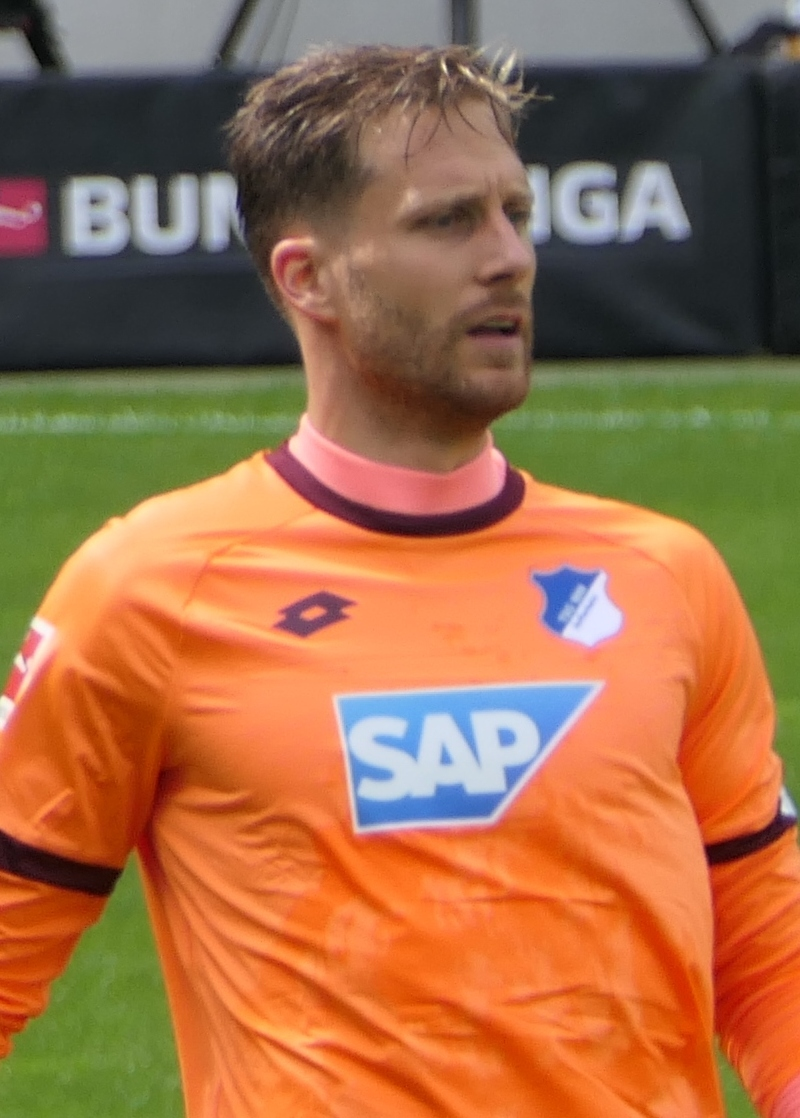
Baumann (2019)
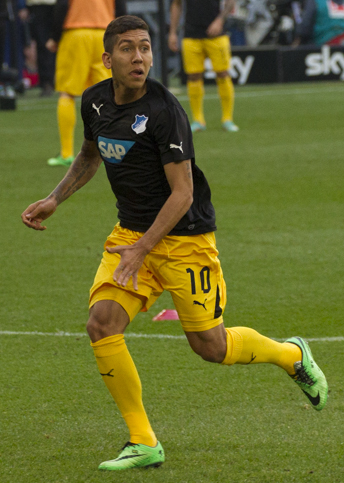
Firmino (2014)
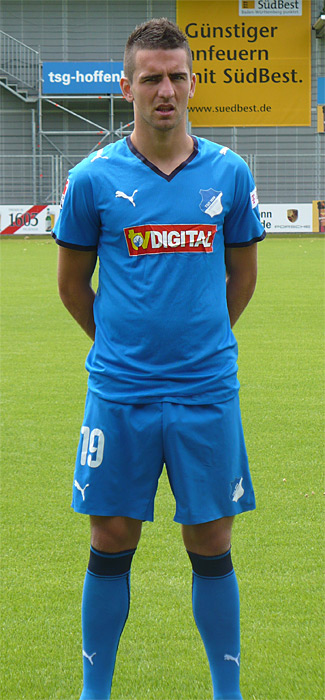
Ibišević (2008)
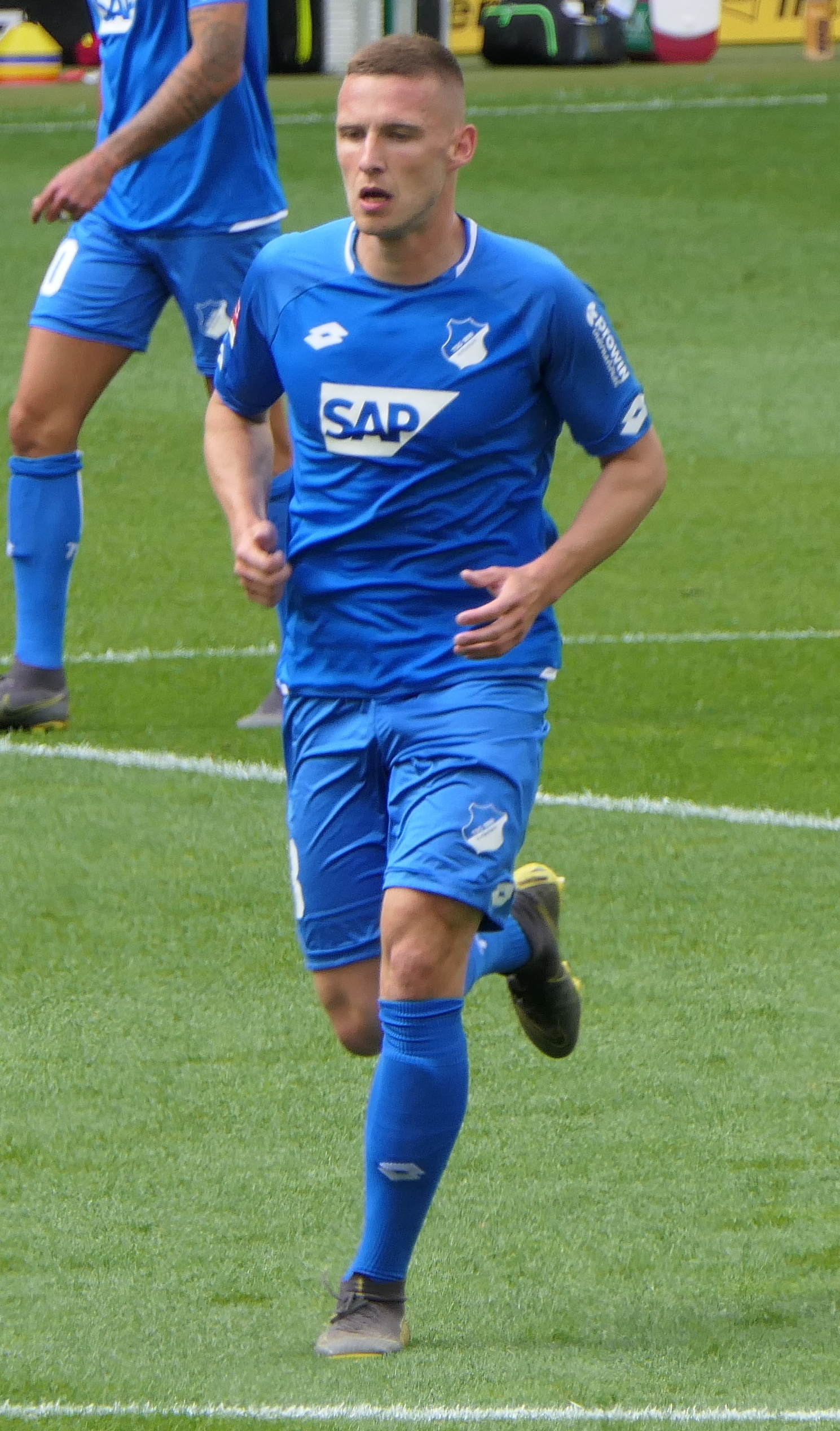
Kadeřábek (2019)
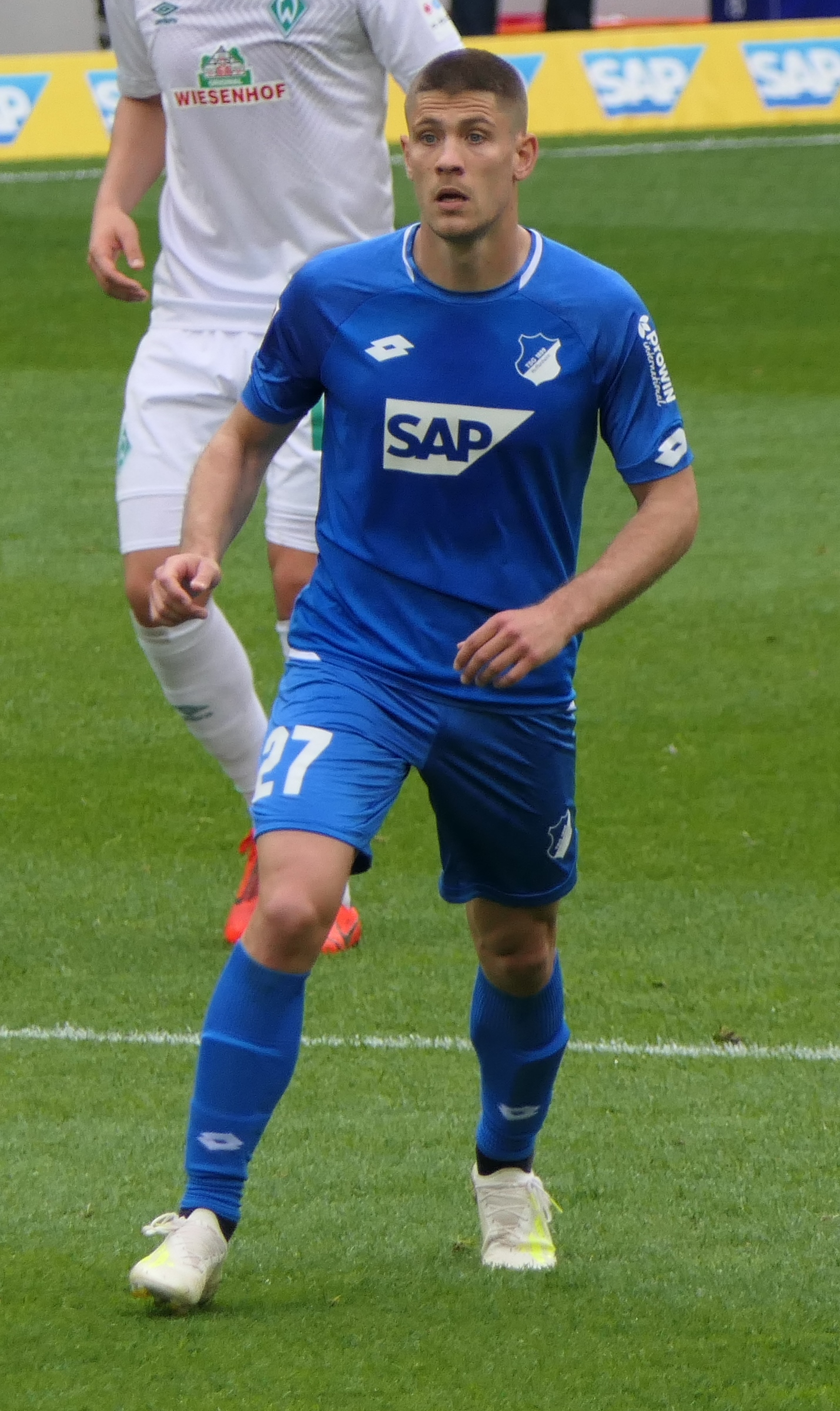
Kramarić (2019)
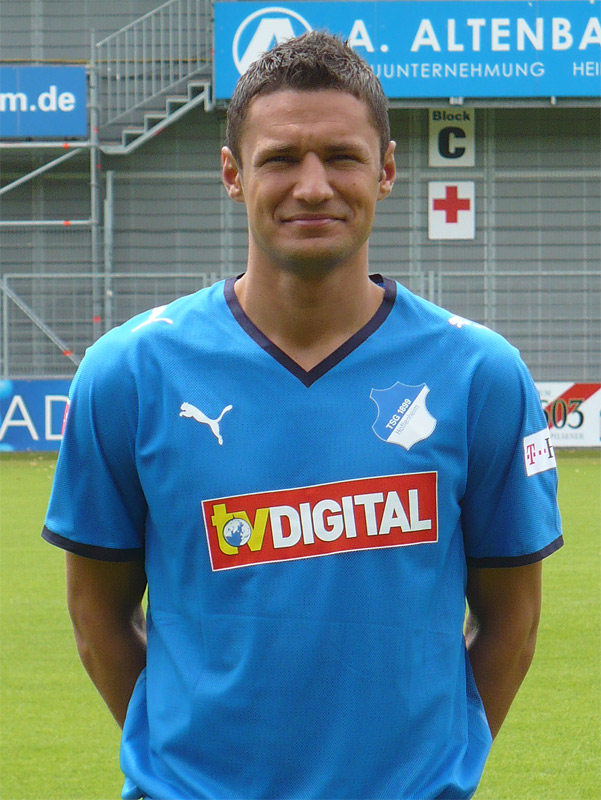
Salihović (2008)

## Zweite Mannschaft

### Geschichte
| Spielzeit                | Liga         | Platz |
| ------------------------ | ------------ | ----- |
| 1992/93                  | Kreisliga B  | 10.   |
| 1993/94                  | Kreisliga B  | 04.   |
| 1994/95                  | Kreisliga B  | 11.   |
| 1995/96                  | Kreisliga B  | 10.   |
| 1996/97                  | Kreisliga B  | 07.   |
| 1997/98                  | Kreisliga B  | 01.   |
| 1998/99                  | Kreisliga A  | 02.   |
| 1999/00                  | Bezirksliga  | 01.   |
| 2000/01                  | Landesliga   | 01.   |
| 2001/02                  | Verbandsliga | 02.   |
| 2002/03                  | Verbandsliga | 02.   |
| 2003/04                  | Oberliga     | 10.   |
| 2004/05                  | Oberliga     | 08.   |
| 2005/06                  | Oberliga     | 06.   |
| 2006/07                  | Oberliga     | 08.   |
| 2007/08                  | Oberliga     | 05.   |
| 2008/09                  | Oberliga     | 02.   |
| 2009/10                  | Oberliga     | 01.   |
| 2010/11                  | Regionalliga | 05.   |
| 2011/12                  | Regionalliga | 07.   |
| 2012/13                  | Regionalliga | 09.   |
| 2013/14                  | Regionalliga | 10.   |
| 2014/15                  | Regionalliga | 09.   |
| 2015/16                  | Regionalliga | 03.   |
| 2016/17                  | Regionalliga | 04.   |
| 2017/18                  | Regionalliga | 06.   |
| 2018/19                  | Regionalliga | 10.   |
| 2019/20                  | Regionalliga | 09.   |
| 2020/21                  | Regionalliga | 16.   |
| 2021/22                  | Regionalliga | 13.   |
| 2022/23                  | Regionalliga | 03.   |
| 2023/24                  | Regionalliga | 03.   |
| 2024/25                  | Regionalliga | 01.   |
| grün unterlegt: Aufstieg |              |       |

Seit dem Aufstieg der ersten Mannschaft in die Landesliga 1992 nimmt die zweite Herrenmannschaft des Vereins am regulären Spielbetrieb teil. Sie wirkte zuvor im Reserve-Spielbetrieb des Kreises Sinsheim mit. Die zweite Mannschaft spielte zunächst in der Kreisliga B, der untersten Spielklasse im Kreis Sinsheim. Zwischen 1998 und 2001 gelangen der Mannschaft vier Aufstiege in Folge und damit der Sprung von der Kreisliga B in die Verbandsliga Baden. Bereits im ersten Verbandsligajahr wurde die Mannschaft Zweiter, scheiterte aber wie die erste Mannschaft einige Jahre zuvor in der Oberligarelegation am SV Linx. Im zweiten Jahr gelang der Aufstieg in die Oberliga, als man erneut Vizemeister der Verbandsliga Baden wurde und sich in den Relegationsspielen gegen die Zweitplatzierten der Verbandsligen Südbaden und Württemberg – den FC Emmendingen bzw. den Heidenheimer SB – durchsetzten.
Seit dem Aufstieg 2003 spielte die TSG Hoffenheim II in der Oberliga Baden-Württemberg und belegte hier meist Plätze im Tabellenmittelfeld. In der Spielzeit 2007/08 wurde die Mannschaft Fünfter und verpasste den für die Qualifikation zur Regionalliga Süd notwendigen vierten Platz nur knapp. In der Saison 2008/09 reichte auch ein zweiter Platz nicht zum Aufstieg, da nur der Meister, die SG Sonnenhof Großaspach, aufstiegsberechtigt war. In der Spielzeit 2009/10 gelang der „Zweiten“ der TSG 1899 der Gewinn des Meistertitels in der Oberliga und damit der Aufstieg in die Regionalliga.
Von 2007 bis 2009 wurde die zweite Mannschaft, die auch als U23-Team bezeichnet wird, vom früheren Bundesligaprofi Rainer Scharinger trainiert. Von Mai 2009 bis zum Saisonende fungierte Guido Streichsbier als Interimstrainer. Unter dem neuen Trainer Markus Gisdol gelang in der Saison 2009/10 der Aufstieg in die Regionalliga Süd.
Spielstätte ist das Dietmar-Hopp-Stadion, in dem bis zum Aufstieg in die Bundesliga auch die Spiele der ersten Mannschaft ausgetragen wurden.

### Kader der Saison 2025/26
| Nr. | Nat.        | Spieler          | Jahrgang |
| 01  | Island      | Lúkas Petersson1 | 2004     |
| 32  | Deutschland | Tim Philipp      | 2005     |
| 33  | Deutschland | Benjamin Lade    | 2006     |
| 34  | Deutschland | Yannick Onohiol  | 2004     |

| Nr. | Nat.        | Spieler         | Jahrgang |
| 04  | Deutschland | Lars Strobl     | 2005     |
| 05  | Deutschland | Kelven Frees    | 2005     |
| 16  | Deutschland | Yannis Hör      | 2005     |
| 24  | Deutschland | Luca ErleinU19  | 2007     |
| 25  | Deutschland | Gianluca Pelzer | 2006     |
| 39  | Deutschland | Florian Bähr    | 2003     |

| Nr. | Nat.                         | Spieler          | Jahrgang |
| 06  | Deutschland                  | Valentin Lässig  | 2003     |
| 08  | Turkei                       | Diren Dağdeviren | 2005     |
| 10  | Bosnien und Herzegowina      | Luka Đurić       | 2003     |
| 11  | Deutschland                  | Paul Hennrich    | 2005     |
| 12  | Kongo Demokratische Republik | Daniel Labila    | 2003     |
| 17  | Deutschland                  | Ruben Reisig     | 1996     |
| 18  | Deutschland                  | Melvin Onos      | 2006     |
| 20  | Deutschland                  | Tiago PollerU19  | 2007     |
| 23  | Tschechien                   | Alex Honajzer    | 2006     |
| 40  | Deutschland                  | Denis Donkor     | 2002     |

| Nr. | Nat.        | Spieler                     | Jahrgang |
| 07  | Marokko     | Ayoube Amaimouni-Echghouyab | 2004     |
| 09  | Frankreich  | Simon Kalambayi             | 2005     |
| 19  | Deutschland | Ahmed Etri                  | 2005     |
| 22  | Kosovo      | Arian Llugiqi               | 2002     |
| 27  | Deutschland | Leonard Krasniqi            | 2006     |
| 29  | Angola      | Blessing Makanda            | 2006     |
| 30  | Deutschland | Nader Jindaoui              | 1996     |
| 38  | Deutschland | Deniz Zeitler               | 2006     |
| 45  | Deutschland | Ben Opoku                   | 2004     |

(Stand: 19. August 2025)
1 auch im Kader der ersten Mannschaft

U19 noch für die A-Junioren spielberechtigt (U19; Jahrgang 2007 oder jünger)

### Transfers der Saison 2025/26
Stand: 19. August 2025
| Zugänge | Abgänge |
| Sommer 2025 | Sommer 2025 |
| --- | --- |
| - Florian Bähr (VfL Osnabrück) - Denis Donkor (Rot-Weiß Oberhausen) - Nader Jindaoui (Ventura County FC) - Ben Opoku (SC Weiche Flensburg 08) - Deniz Zeitler (FC Ingolstadt 04) | - Alekseï Carnier (Vertragsende; Ziel unbekannt) - Benedikt Huber (Vertragsende; Ziel unbekannt) - Can Karataş (BFC Dynamo) - Noah König (SpVgg Greuther Fürth) - Hubert Mbuyi-Muamba (Vertragsende; Ziel unbekannt) - Lukas Mazagg (SSV Ulm 1846) - Milan Rehuš (FC Košice) - Louis Schulze (Vertragsende; Ziel unbekannt) - Eric Verstappen (Vertragsende; Ziel unbekannt) - Ricardo Wagner (Vertragsende; Ziel unbekannt) |
| nach Saisonbeginn | |
| | - Luka Hyryläinen (1. FC Magdeburg) |

### Größte Erfolge
- Vize-Meister der Verbandsliga Baden und Aufstieg in die Oberliga Baden-Württemberg: 2003
- Vize-Meister der Oberliga Baden-Württemberg: 2009
- Meister der Oberliga Baden-Württemberg und Aufstieg in die Regionalliga Süd: 2010
- Meister der Regionalliga Südwest und Aufstieg in die 3. Liga: 2025

## Jugendfußball und Nachwuchsförderung

### Geschichte
Insgesamt verfügt die TSG Hoffenheim über 22 Jugendmannschaften, davon zwölf Jungen- und zehn Mädchenmannschaften. Die A- und B-Junioren des Vereins spielen in der jeweils höchsten Spielklasse, der U19- bzw. der U-17-Bundesliga.
Die A-Junioren stiegen 2005 in die U19-Bundesliga auf und schlossen die bisherigen Spielzeiten auf Plätzen der unteren Tabellenhälfte ab. 2006 und 2008 wurden die Hoffenheimer in der 14 Mannschaften umfassenden Liga jeweils Neunter. 2007 belegten sie den zehnten Platz in der Abschlusstabelle.
Seit ihrem Aufstieg in die Regionalliga im Jahr 2005 spielen die B-Junioren unter ihrem Trainer Guido Streichsbier in der höchsten deutschen Juniorenspielklasse. 2007 qualifizierten sie sich für die neu gegründete U17-Bundesliga. In der Premierensaison wurde die B-Juniorenmannschaft Meister der Bundesliga-Staffel Süd/Südwest und erreichte damit die Endrunde um die deutsche Meisterschaft. Dort war sie im Finale im heimischen Dietmar-Hopp-Stadion mit 6:4 gegen Borussia Dortmund erfolgreich, nachdem im Halbfinale bereits Hertha BSC besiegt worden war, und wurde Deutscher Meister der B-Jugend. Sieben Spieler der Meistermannschaft, darunter die beiden Jugendnationalspieler Manuel Gulde und Marcel Gruber, kamen zur Saison 2007/08 vom VfL Neckarau, dem im Gegenzug von der Dietmar-Hopp-Stiftung ein Kunstrasenplatz finanziert wurde.
Basis der Hoffenheimer Jugendarbeit ist das seit 2001 existierende Förderprogramm „Anpfiff ins Leben“, dessen Konzept vom früheren Nationaltrainer Jürgen Klinsmann als deutschlandweit einmalig und wegweisend bezeichnet wurde. Hierbei werden im Jugendförderzentrum im benachbarten Zuzenhausen talentierte Jugendspieler und -spielerinnen fußballerisch an den Leistungsbereich herangeführt. Neben der Trainerarbeit und den sportlichen Einrichtungen bietet das Jugendförderkonzept auch ein Coaching hinsichtlich der schulischen und beruflichen Entwicklung sowie die Entwicklung der sozialen Kompetenz der Jugendlichen. So stehen dem Nachwuchs neben Privatschulen auch Mentoren des Softwareunternehmens SAP zur Verfügung, die Patenschaften für die Jugendlichen übernehmen. Aufgrund des Förderkonzepts wurde dem mit der TSG zusammenarbeitenden Verbund aus fünf Schulen der Umgebung am 10. Juli 2008 das seit 2006 vom DFB vergebene Zertifikat Eliteschule des Fußballs verliehen. Dennoch äußerte sich Vereins-Mäzen Hopp Anfang 2011 kritisch zur Jugendarbeit des Vereins, aus der „enttäuschend wenig bisher gekommen“ sei.
Der TSG Hoffenheim wird gelegentlich vorgeworfen, junge Talente anderer Vereine abzuwerben. Der Verein verweist anlässlich solcher Vorwürfe darauf, dass dies gängige Praxis im Profibetrieb der Bundesliga sei.

### Größte Erfolge
- Deutscher A-Juniorenmeister (2): 2013/14, 2023/24
  - Meister der A-Junioren-Staffel Süd/Südwest (5): 2013/14, 2014/15, 2015/16, 2017/18, 2023/24
- DFB-Junioren-Vereinspokalsieger (2): 2009/10, 2023/24
- Deutscher B-Juniorenmeister: 2007/08
  - Meister der B-Junioren-Staffel Süd/Südwest (2): 2007/08, 2022/23

## Frauenfußball
Die Frauenfußballsparte der TSG Hoffenheim geht zurück auf die im Jahr 2000 gegründete Mädchenfußball-Spielgemeinschaft 1. FC Mühlhausen/VfB St. Leon, die sich in der Folgezeit durch zahlreiche Meisterschaften und Pokalsiege schnell zur Nummer eins im badischen Mädchenfußball entwickelte und zur Saison 2006/07 erstmals eine Frauenmannschaft unter dem Namen SG Hoffenheim/St. Leon an den Start schickte. Am 1. Juli 2007 übernahm die TSG Hoffenheim die Fußballerinnen der aufgelösten Spielgemeinschaft, die Meister der Landesliga wurden. Vier Aufstiege in Folge brachten die Mannschaft 2011 zunächst in die 2. Bundesliga. In der Saison 2012/13 feierte die TSG 1899 am letzten Spieltag die Zweitligameisterschaft in der Staffel Süd und stieg so in die Bundesliga auf. Die größten Erfolge sind zwei dritte Plätze in den Jahren 2020 und 2021 und der Einzug ins DFB-Pokal-Halbfinale 2019 und 2025.
Die Heimspiele der ersten Frauenmannschaft werden seit 2013 im Dietmar-Hopp-Stadion in Hoffenheim ausgetragen. Die zweite Mannschaft spielt hingegen in St. Leon-Rot, während die dritte Mannschaft ihre Spiele in Sinsheim bestreitet. Die B-Juniorinnen der TSG gewannen im Jahre 2012 die deutsche Meisterschaft.

## Stadion und Infrastruktur
In den Anfangszeiten des Turnvereins trafen sich die Mitglieder zum Turnen auf den Grundstücken verschiedener Hoffenheimer Gaststätten. 1929 wurde die Turnhalle eingeweiht, die gegen Ende des Zweiten Weltkriegs zerstört wurde und erst in den 1950er Jahren wieder genutzt werden konnte.
Die Fußballer hatten zunächst keinen eigenen festen Spielplatz. 1968 wurde der Sportplatz im Rot errichtet, auf dem die TSG Hoffenheim fortan ihre Heimspiele austrug. Von 1968 bis 1971 erbaute der Verein in unmittelbarer Nachbarschaft zum Sportplatz sein eigenes Clubhaus. Die Einweihung erfolgte im Rahmen der Feierlichkeiten zum 50-jährigen Bestehen der Fußballsparte der TSG. Dieses erste Clubhaus wurde bis zum Abriss 1999 genutzt.
Zum 100. Geburtstag des Vereins im Jahr 1999 wurde das Dietmar-Hopp-Stadion, das vollständig aus Hopps Privatvermögen finanziert wurde, eingeweiht. Das zunächst 5.000 Zuschauer fassende Stadion wurde im Sommer 2007 nach dem Aufstieg in die 2. Fußball-Bundesliga umgebaut und auf ein Fassungsvermögen von 6.350 Zuschauern erweitert. Für die Bundesliga genügte das Stadion jedoch nicht den Anforderungen der Deutschen Fußball Liga (DFL). Deshalb wich die Mannschaft in der Hinrunde der Bundesliga-Saison 2008/09 vorübergehend in das Mannheimer Carl-Benz-Stadion aus. Um die Auflagen der DFL zu erfüllen, wurde in dem 27.000 Zuschauer fassenden Stadion eine 400.000 Euro teure Videowand installiert und weitere 600.000 Euro in die bauliche Ertüchtigung, Medienarbeitsplätze und Sicherheitseinrichtungen investiert. Die Kosten übernahm als Stadioneigentümerin die Stadt Mannheim im Vorgriff auf einen Sponsor-Vertrag mit der Daimler AG.

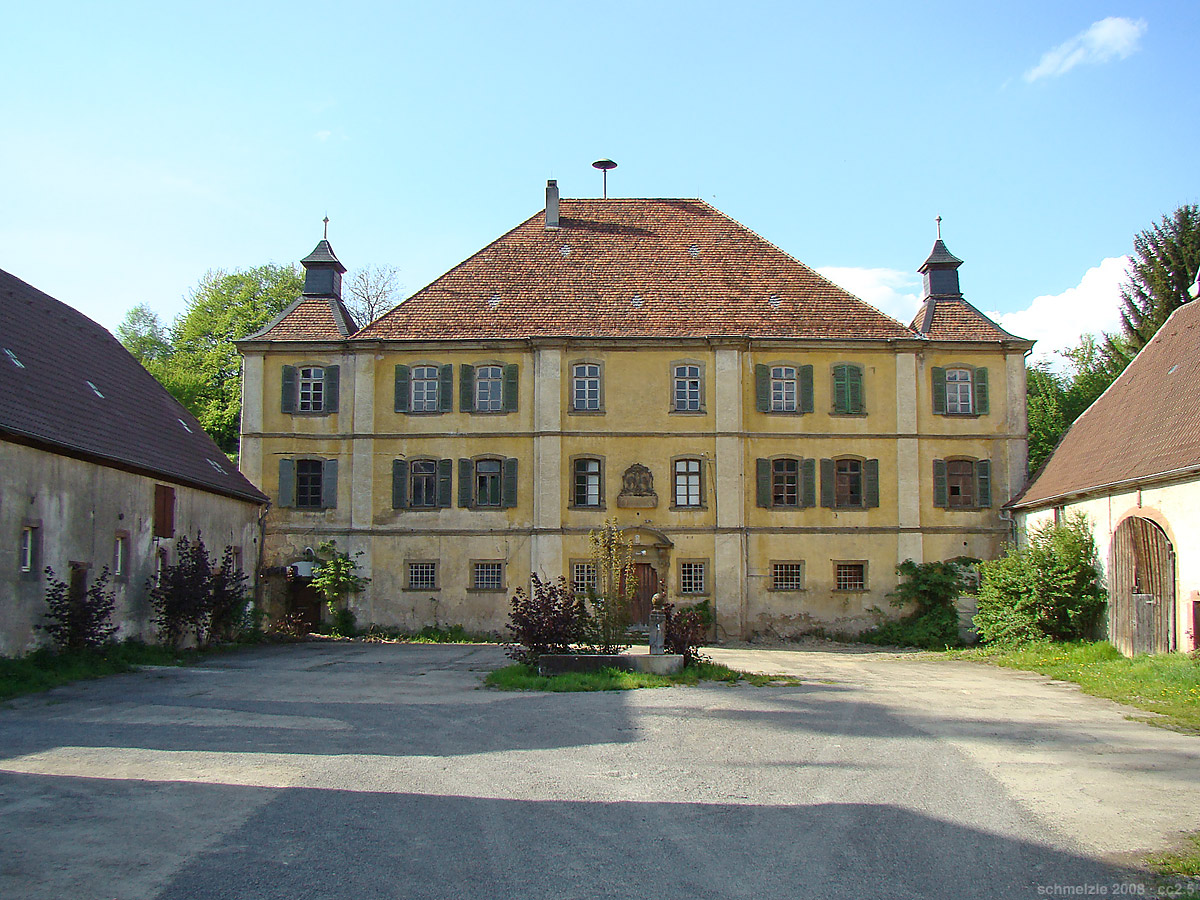
Schloss Agnestal vor dem Umbau

Parallel zum Umbau des mit dem Aufstieg des Vereins in die Bundesliga nur noch für Spiele der zweiten Mannschaft und der Junioren genutzten Dietmar-Hopp-Stadions wurde 2007 mit dem Neubau der bundesligatauglichen Rhein-Neckar-Arena an der A 6 bei Sinsheim begonnen, welche am 24. Januar 2009 nach 22 Monaten Bauzeit mit dem Eröffnungsspiel der TSG Hoffenheim gegen eine Auswahl der Rhein-Neckar-Region eröffnet wurde. Das Stadion war auch Schauplatz der Fußball-Weltmeisterschaft der Frauen 2011.
Im Nachbarort Zuzenhausen wurde das Schloss Agnestal zu einem 15 Millionen Euro teuren Trainings- und Klubzentrum samt Fußballinternat und Geschäftsstelle umgebaut, welches die TSG im Frühjahr 2010 bezogen hat. Eine Fläche von 7500 Quadratmetern wurde auf dem insgesamt 16 Hektar umfassenden Gelände für Trainingsplätze nutzbar gemacht, während die Repräsentations- und Funktionsstätten der TSG Hoffenheim im Schloss sowie den ehemaligen Wirtschaftshäusern untergekommen sind.
Eigentümerin der PreZero Arena (vorher Rhein-Neckar-Arena) und des Trainings- und Geschäftsstellenzentrums in Zuzenhausen ist die TSG 1899 Hoffenheim Fußball-Besitzgesellschaft mbH & Co. KG. Sie ist eine hundertprozentige Tochtergesellschaft der DH-Holding Verwaltungs GmbH, die bis 2012 als Verwaltungsgesellschaft des Golf Club St. Leon-Rot mbH firmierte.

## Zuschauer und Fans

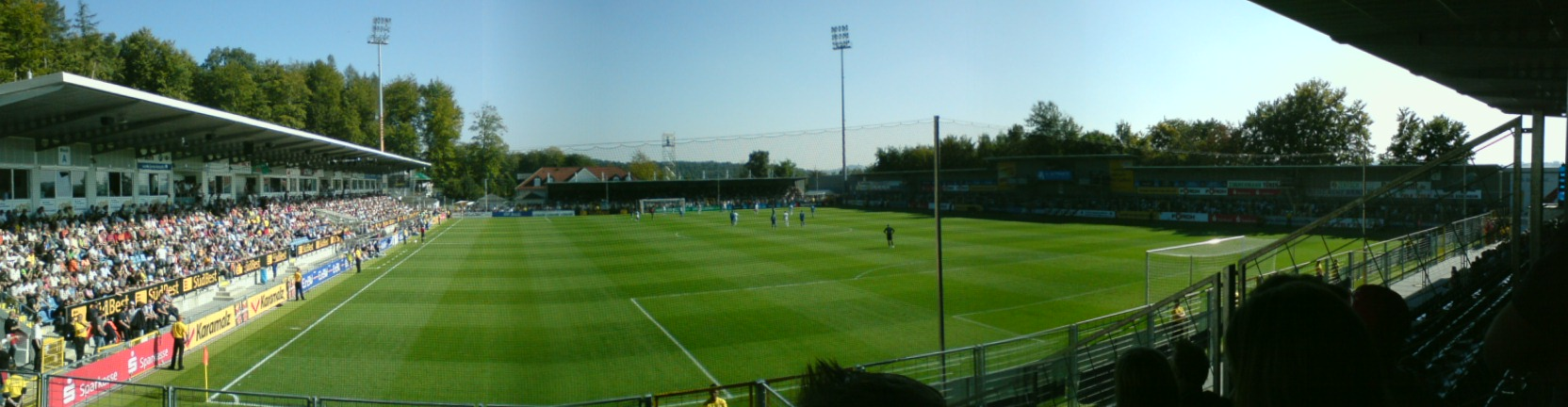
Dietmar-Hopp-Stadion (2007, Zweitliga-Partie gegen VfL Osnabrück)

Mit dem zunehmenden Erfolg stieg auch das Interesse der Zuschauer an den Spielen der TSG Hoffenheim. Nachdem der Zuschauerschnitt in den ersten Regionalligajahren um die 2.000 Besucher gependelt hatte, brachte es der Verein im Aufstiegsjahr 2006/07 im Schnitt auf 3.022 Zuschauer. In der Zweitligasaison 2007/08 war das Dietmar-Hopp-Stadion fast immer ausverkauft. Der Besucherschnitt stieg auf knapp 6.000 Zuschauer, was dennoch den letzten Platz in der Zuschauertabelle der Zweiten Liga bedeutete. Vor der ersten Bundesligasaison hatte 1899 bereits nach zwei Vorverkaufstagen über 10.000 Dauerkarten abgesetzt. Der Dauerkartenverkauf wurde vorzeitig gestoppt, um noch genügend Tageskarten anbieten zu können. Der Zuschauerschnitt in der Saison 2008/09 belief sich auf 28.076, womit die TSG auf Platz 12 der Bundesligisten lag.
Seit der Saison 2001/02 gibt es eine organisierte Fanszene. Nach dem Aufstieg in die Regionalliga wurde der Zwinger-Club als erster Fanclub der TSG Hoffenheim gegründet. Mit den Bluedragons Hoffenheim und den TSG-Kellerfreunde Neckarbischofsheim kamen 2006 und 2007 zwei weitere hinzu. Der Verein hat inzwischen mehr als 100 offizielle Fanclubs, unter anderem in Australien, Berlin und Hamburg. Im Dietmar-Hopp-Stadion war der Kern der Hoffenheimer Fans im Block B auf der Osttribüne angesiedelt, in der Rhein-Neckar-Arena ist er es auf der einzigen Stehplatztribüne, der 'Bitburger Südkurve'.
Seit 2016 pflegt die organisierte Fanszene ausgehend von der Fangruppe Young Boyz 07 eine Fanfreundschaft mit der Crew 424 Homburg, einer Fangruppe des FC 08 Homburg.
Das Maskottchen der TSG ist ein Elch namens „Hoffi“.

## Sponsoren
Haupt- und Trikotsponsor der TSG Hoffenheim ist SAP. Davor waren Suntech, TV Digital, Südbest und MVV Energie Hauptsponsoren.
Daneben wurde ein Sponsoren-Pool geschaffen, dessen Mitglieder sich als ‚Offizieller Partner‘ des Vereins bezeichnen dürfen. Die Partner sind in einer Sponsorenpyramide, in der ‚Premium Partner‘ über den normalen ‚Team Partnern‘ und den in der Pyramide noch weiter unten befindlichen ‚Service- und Medienpartnern‘ eingeordnet. Je nach Art Partnerschaft werden dem Sponsor bestimmte Rechte zugestanden.
Nach dem Ende der Partnerschaft mit Nike war Puma ab dem 1. Juli 2008 Ausrüster der TSG Hoffenheim. Mit dem Unternehmen wurde ein Vertrag bis 2014 abgeschlossen, der neben der Lizenzmannschaft auch das U23-Team sowie alle Jugend- und Frauenmannschaften umfasste. Ab der Saison 2014/15 war der italienische Sportartikelhersteller Lotto Ausrüster der TSG. Der Vertrag hatte eine Laufzeit von fünf Jahren und umfasste die Ausstattung aller Teams. Seit der Spielzeit 2019/20 setzt die TSG für mindestens vier Jahre auf den spanischen Hersteller Joma. Auch hier betrifft der Vertrag alle Mannschaften.

## Geschäftsdaten und Eigentumsverhältnisse
Der reine Personaletat von Hoffenheim betrug in der ersten Bundesligasaison 23 Mio. Euro. Der Gesamtetat beläuft sich nach Angaben von Mäzen Dietmar Hopp auf rund 40 Mio. Euro. Hopp hat in einem Interview erklärt, er habe zwischen 2000 und 2008 insgesamt rund 175 Mio. Euro in den Verein investiert, davon insgesamt rund 90 Mio. Euro in das Dietmar-Hopp-Stadion, die Rhein-Neckar-Arena und das neue Trainingszentrum in Zuzenhausen sowie 25 Mio. Euro für Spielereinkäufe. Anfang 2011 korrigierte Hopp die Zahl auf etwa 240 Millionen Euro. Davon seien allein 65 Millionen Euro zum Ausgleich der von 2007 bis 2009 erwirtschafteten Verluste im operativen Geschäft und weitere 16,6 Millionen Euro für Verluste aus dem Jahr 2010 gezahlt worden. Für 2011 vermeldete Hopp abermals Verluste in Höhe von sieben Millionen Euro. Im Februar 2015 wurden Hopps Investitionen auf 350 Millionen Euro geschätzt.
Im Februar 2015 stimmte die Mitgliederversammlung des Vereins dafür, dass Dietmar Hopp zum 1. Juli 2015 aufgrund einer Ausnahmeregelung der 50+1-Regel 96 Prozent der Stimmrechte an der „TSG 1899 Hoffenheim Fußball-Spielbetriebs GmbH“ übernehmen kann. Zuvor war er bereits mit 96 Prozent am Stammkapital beteiligt, hielt aber nur 49 Prozent der Stimmrechte. Die restlichen vier Prozent hält weiterhin der Verein. Das Bundeskartellamt kritisierte im Jahr 2021 die Ausnahmeregelung der 50+1-Regel, von welcher neben der TSG Hoffenheim auch Bayer 04 Leverkusen und den VfL Wolfsburg gebrauch machten. Daraufhin kündigte Dietmar Hopp an seine Stimmrechtsmehrheit an den TSG e. V. zurückzugeben, was die Mitgliederversammlung im Juni 2023 akzeptierte.

## Andere Sportarten
Wie viele andere Vereine in Deutschland entstand der Verein aus einem Turnverein heraus. Das Ende des 19. und Anfang des 20. Jahrhunderts weit verbreitete Turnen war zunächst Hauptstütze des Vereins. Neben Leichtathletik ist die Abteilung Turnen die einzige heute noch in der TSG Hoffenheim existierende Sportart.
Ende der 1920er wurde im damaligen Turnverein eine Handballabteilung geschaffen. Gespielt wurde im Verein das damals populäre Feldhandball. Mit der Verdrängung des Feldhandball durch das Handballspiel in der Halle wurde die Abteilung Anfang der siebziger Jahre aufgelöst, da keine geeignete Spielstätte zur Verfügung stand. Größere Erfolge konnte die Handballabteilung nicht aufweisen.
Erfolgreicher waren die Rhythmischen Sportgymnastinnen des Vereins. Die 1978 gegründete Abteilung entwickelte sich schnell zu einer Talentschmiede. 1983 und 1985 nahm man sogar an den deutschen Meisterschaften teil. Während man als Mannschaft nur hintere Plätze belegte, wurde Katharina Weber 1983 Dritte in der Einzelwertung. Mit dem aufkommenden Erfolg der Fußballer entwickelte sich die Rhythmische Sportgymnastik in der TSG hin zum Cheerleading. Im Jahr 2005 wurde die Abteilung aufgelöst.
Weitere heute ebenfalls nicht mehr existierende Abteilungen innerhalb der TSG Hoffenheim waren Schach, Volleyball, Judo sowie Ju-Jutsu.

### E-Sport
Im Mai 2018 gab TSG-Geschäftsführer Peter Görlich bekannt, dass die TSG den Einstieg in den E-Sport der Fußballsimulation FIFA von EA Sports anvisiert. Im August 2019 startete die TSG den „TSG-FAN eCUP“, ein Turnier bei dem Fans in der aktuellsten Version der Fußballsimulation FIFA gegeneinander antreten können. Während der COVID-19-Pandemie veranstaltete die DFL im März und April 2020 die „Bundesliga Home Challenge“, ein eFootball-Turnier, bei welchem die TSG mit Fußballprofi Munas Dabbur und TSG-Fan Marcel Schwarz antrat und jede der vier Partien gewann.
In der Spielzeit 2020/21 nimmt die TSG Hoffenheim mit Dabbur sowie den E-Sportlern Lukas Seiler, Jan-Luca Baß, Marcel Schwarz und Jonas Bederke erstmals an der Virtual Bundesliga und den internationalen Turnieren im Rahmen der Global Series teil.

## Soziales Engagement
Während der COVID-19-Pandemie in Deutschland legte die TSG im März 2020 einen Hilfsfonds auf, um Betriebe, Einrichtungen oder auch Sportvereine in der Rhein-Neckar-Region finanziell zu unterstützen. Dieser Hilfsfonds wurde im Juni 2021 vom DFB in der Sonderkategorie „Corona-Engagement“ mit der Sepp-Herberger-Urkunde ausgezeichnet.

## Film
- Hoffenheim – Das Leben ist kein Heimspiel (2010), Regie: Frank Marten Pfeiffer und Rouven Rech. Der Film begleitet den Verein in der Aufstiegs-Saison 2007/08.
- 10 Jahre Bundesliga (2018), Regie: Klaus Veltman und Andreas Böhm. Der Film blickt zurück auf die 10 Jahre Bundesliga-Geschichte der TSG 1899 Hoffenheim.